# Szeged
Szeged (németül: Segedin, horvátul: Segedin, szlovákul: Segedín, románul: Seghedin, szerbül: Сегедин, latinul: Partiscum, ókori görögül: Partiszkon) megyei jogú város, Magyarország harmadik legnépesebb települése, a Dél-Alföld legnagyobb települése és központja, Csongrád-Csanád vármegye és a Szegedi járás székhelye a Tisza és a Maros találkozásánál.
Területe az újkőkor óta lakott, a rómaiak Partiscum néven alapították. A honfoglalás után a 10. században magyarok telepedtek le itt, és 1183-ban már a sószállítás központjaként említik. A 13. században kereskedelmi központtá vált, 1498-ban pedig szabad királyi város lett. A török uralom (1526–1686) után Szeged 1719-ben visszanyerte rangját. Az 1879-es árvíz szinte teljesen elpusztította, viszont nemzetközi segítséggel újjáépült, kialakítva mai városképét. Az árvíz után tett fogadalomként épült meg a szegedi dóm (1930). A 20. században Szeged gazdasági és kulturális szerepe nőtt, az élelmiszeripar és az egyetem fejlődése meghatározó lett. Ma az ország egyik fontos tudományos és kulturális központja, ahol olyan rendezvények zajlanak, mint a Szegedi Szabadtéri Játékok. Elhelyezkedése révén fontos közlekedési csomópont, amely elősegíti a régió gazdasági és kulturális kapcsolatait, a magyar-szerb-román hármashatáron való elhelyezkedése révén gyakoriak az átutazók.
A Dél-Alföld gazdasági és kulturális központja. A város gazdaságát jelentős mértékben befolyásolja a turizmus, amely évente közel 200 ezer látogatót vonz, több mint 410 ezer vendégéjszakát eredményezve. A Szegedi Tudományegyetem jelenléte révén Szeged fontos oktatási és kutatási központ, ahol mintegy 25 ezer egyetemi hallgató tanul, és évente közel hatezer friss diplomás kerül ki az intézményből. A város kulturális élete pezsgő, olyan neves rendezvényekkel, mint a Szegedi Szabadtéri Játékok és a Szegedi Ifjúsági Napok, amelyek nemcsak a helyiek, hanem a turisták körében is népszerűek. A lakosság jól képzett, a kutatás-fejlesztés és az innováció kiemelt szerepet kap. A város kulturálisan sokszínű, rendezvényei és nyitott szellemisége miatt vonzó célpont a fiatalok és a szakemberek számára is.

## Etimológia
Szómagyarázatok Szeged nevének eredetére:
1. szómagyarázat: puszta személynév (a szeg/szög színjelölő szónak a -d képzős származéka);
2. szómagyarázat: a Tiszába ömlő Maros által okozott vízszínváltozást jelölték ezzel a szóval vagyis a Szeged fölött van az a hely, ahonnan a Tisza zöldes színét sárgásbarnára (azaz népiesen mondva szög színűre) változtatja;[46]
3. szómagyarázat: a városnál a folyó majdnem derékszögben kanyarodva folyik tovább, kiszögellést tesz és ennek a szög szónak -d képzős származékából ered Szeged város neve;[46]
4. szómagyarázat (ez tűnik a legvalószínűbbnek): a sziget szóból ered, mert Szeged a Tisza főága és a mellékvizei által körbefogott területen, szigeten jött létre (a sziget szó egyébként összefügg az ugor eredetű szög sarkot, hajlatot, éket jelölő szóval).[46][47]

## Fekvése
Szeged Magyarország déli határához közel fekszik az Alföldön, a Tisza és a Maros folyók találkozásánál. Távolsága Budapesttől 169 km az M5–M43 jelű autópályán. Szegedtől észak felé található a Fehér-tó. Az ország legmélyebben fekvő városa. Sokáig úgy tudták, hogy Szegedtől délre, Tiszaszigeten, a szerb határ közelében található az ország legmélyebben fekvő pontja, 75,8 méter tengerszint feletti magasságon. Újabb GPS mérések szerint az ország legmélyebben fekvő pontja a Tisza jobb partján, a várostól délnyugatra, de még a közigazgatási határon belül, Gyálarét és Röszke települések között található, 75,8 méteren, és a Tiszaszigeti emlékpont magassága valójában 76,7 méter.
A város a Tisza és a Maros folyók összefolyásánál, a Tisza jobb partján, a tiszai ártérből kiemelkedő szigeteken létesült. Az itt élő lakosság fokozatosan feltöltötte a szigetek közötti mélyedéseket, mocsarakat, így a városterület 18–19. század folyamán egységessé vált. A mai Szeged magva tulajdonképpen három sziget: Alszeged, Felszeged és a Vár a Palánkkal. Ezek a mai Alsóváros, Felsőváros és a Belváros.

## Éghajlata
A Magyarországon uralkodó kontinentális éghajlat Szeged környékére is jellemző (forró nyarak, viszonylag enyhe, hóban szegény telek), viszont ebben a térségben gyakoribbak az időjárási szélsőségek. Az éves átlagos hőmérséklet 11,6 °C, a csapadék mennyisége pedig az elmúlt harminc éves átlag alapján 535 mm. Magyarország területét ebben a régióban éri a legtöbb – évi mintegy 1900–2000 óra körüli – napsütés, ezért nevezik Szegedet a „napfény városának”.
| Hónap                                  | Jan.  | Feb.  | Már.  | Ápr. | Máj. | Jún. | Júl. | Aug. | Szep. | Okt. | Nov.  | Dec.  | Év    |
| -------------------------------------- | ----- | ----- | ----- | ---- | ---- | ---- | ---- | ---- | ----- | ---- | ----- | ----- | ----- |
| Rekord max. hőmérséklet (°C)           | 17,5  | 20,5  | 24,9  | 31,6 | 34,0 | 38,0 | 39,6 | 39,4 | 37,6  | 29,1 | 23,5  | 16,5  | 39,6  |
| Átlagos max. hőmérséklet (°C)          | 3,4   | 6,3   | 12,1  | 18,5 | 23,2 | 26,9 | 28,9 | 29,4 | 23,8  | 17,7 | 10,6  | 4,1   | 17,1  |
| Átlaghőmérséklet (°C)                  | −0,1  | 1,6   | 6,4   | 12,0 | 16,9 | 20,6 | 22,3 | 22,4 | 17,2  | 11,7 | 6,1   | 1,0   | 11,6  |
| Átlagos min. hőmérséklet (°C)          | −3,0  | −2,3  | 1,3   | 6,1  | 10,9 | 14,3 | 15,7 | 15,8 | 11,4  | 6,7  | 2,5   | −1,7  | 6,5   |
| Rekord min. hőmérséklet (°C)           | −25,1 | −23,1 | −19,6 | −6,8 | 0,9  | 3,9  | 6,2  | 7,5  | 1,0   | −7,9 | −11,9 | −25,0 | −25,1 |
| Átl. csapadékmennyiség (mm)            | 27    | 30    | 30    | 37   | 61   | 75   | 62   | 44   | 49    | 45   | 37    | 39    | 535   |
| Átl. páratartalom (%)                  | 87    | 80    | 70    | 65   | 67   | 68   | 66   | 65   | 70    | 77   | 83    | 88    | 74    |
| Havi napsütéses órák száma             | 59    | 94    | 143   | 173  | 234  | 252  | 278  | 263  | 199   | 153  | 77    | 53    | 1978  |
| Forrás: NOAA; WMO (sunshine 1981–2010) |       |       |       |      |      |      |      |      |       |      |       |       |       |

## Története

### A kezdetektől 1686-ig
Szeged és környéke az újkőkor (Kr. e. 5000) óta lakott. Traianus római császár i. sz. 106-ban foglalta el Daciát, ahonnan főleg sót és aranyat szállítottak. A rómaiak hamarosan összeköttetést létesítettek Dacia és Pannónia provinciák között. A két tartomány közötti útnak fontos állomáshelye volt Partiscum, azaz a mai Szeged. Elképzelhető, hogy Attila fő szálláshelye valahol ezen a vidéken volt.
A magyarság letelepedését elősegítette a változatos táj legeltetésre, vízi életre, hajóközlekedésre egyaránt alkalmas összetétele. Először egy 1183-ban kelt oklevélben említik Szegedet (Ciggedin) a marosi sóhajózással kapcsolatban. Már I. (Szent) István király felismerte a marosi sóhajózás jelentőségét, ami e torkolati vidéknek megerősítését eredményezte, valamint virágzó településsé vált Szeged. Az Erdélyből a Maroson leúsztatott só elosztására legalkalmasabb hely Szeged lehetett, ahol fontos vízi- és szárazföldi utak találkoztak. Szeged a sószállító hajók kikötője és országos sólerakóhely volt. A város lakossága a földművelés térhódítása ellenére állattenyésztő maradt.

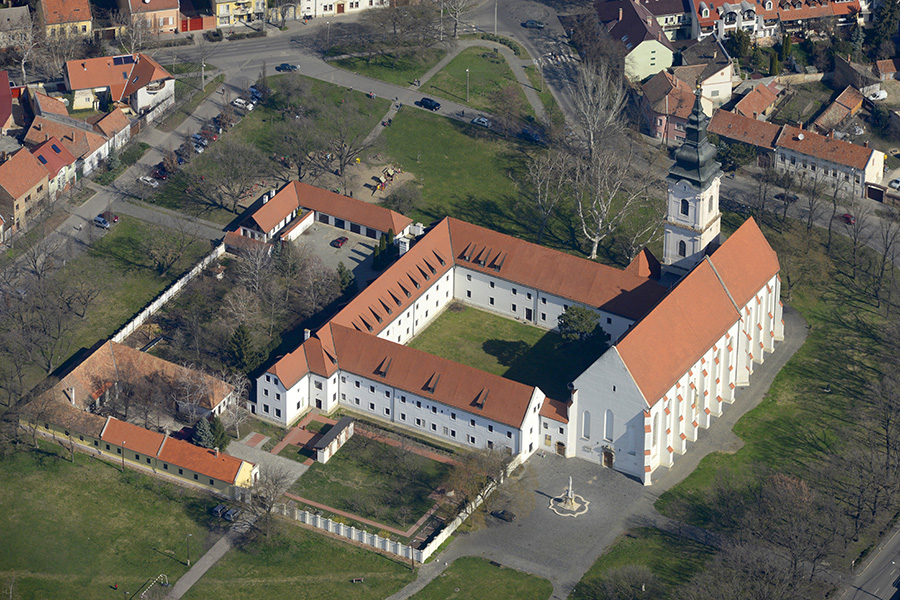
Az 500 éves ferences templom és kolostor, Szeged egyik legrégibb épületegyüttese

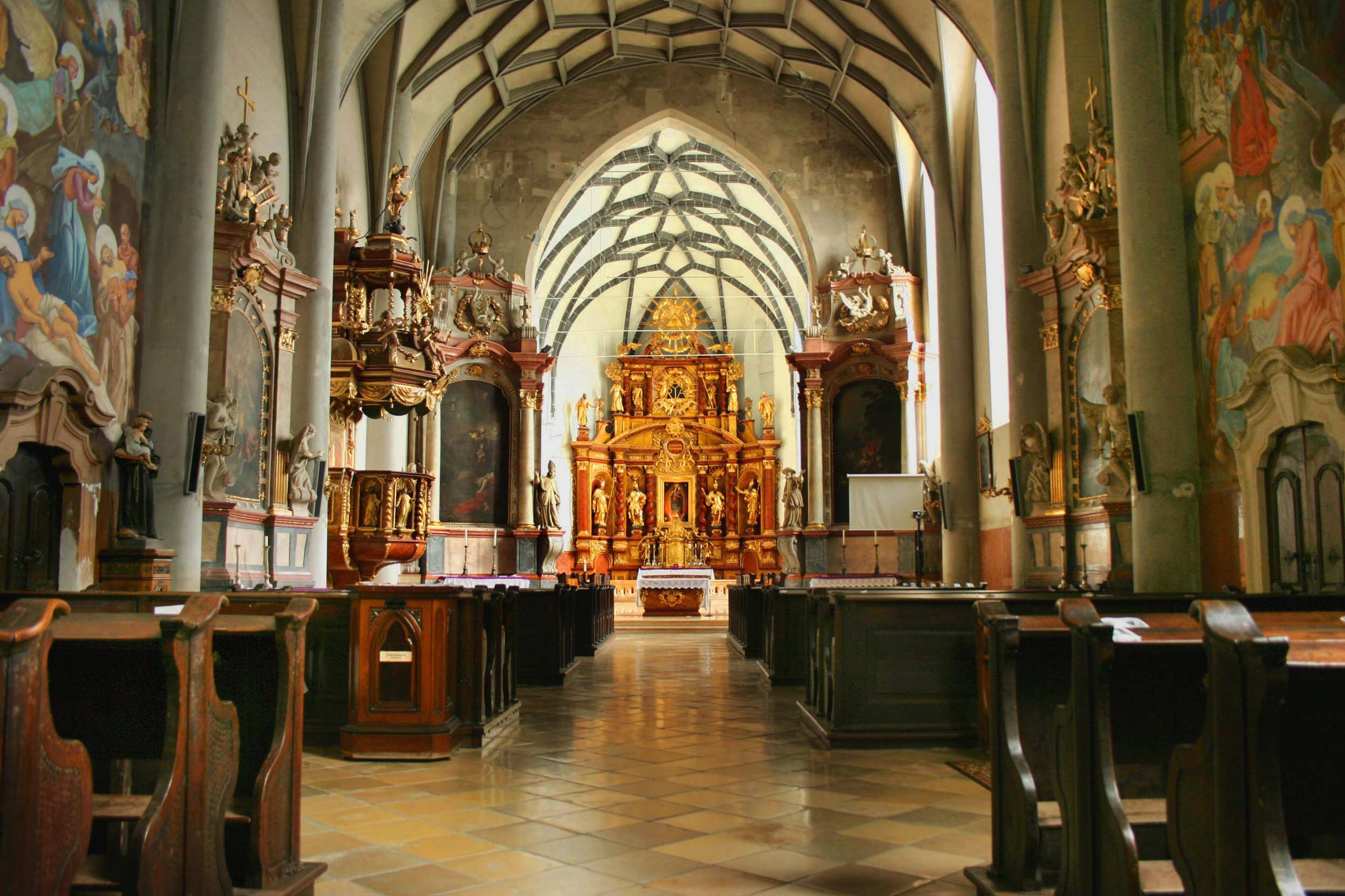
A templom gótikus mennyezete, barokk oltára

A tatárjárás idején a város lakói a közeli mocsarakba menekültek, majd a veszély elmúltával visszatértek és újra felépítették lerombolt városukat. IV. Béla király 1246-ban Szegedet városi rangra emelte. Ekkor kapta meg Szeged Buda és Székesfehérvár kiváltságait. A szegedi királyi kővár 1260 és 1280 között épült fel, mely a sószállító utat védte. Nagy Lajos uralkodása idején Szeged Dél-Magyarország legjelentősebb városává fejlődött, és a török veszély közeledtével stratégiai jelentősége is nőtt. Luxemburgi Zsigmond király fallal vette körül a várost. 1498-ban Szeged szabad királyi városi rangot kapott.
A város legrégibb (nagyobb) pecsétje 1460-ból való, és Szeged az 1498-as budai országgyűlésen lett szabad királyi város. Mint ilyen, a királyi kincstárnak évenként 2000 forintot fizetett, többet, mint bármely más szabad királyi város. Dózsa György pórhadai 1514-ben megtámadni nem merték, hanem kikerülték. 1516-ban nagy tűzvész pusztította.
1522-ben Szegednek 7000 lakosa volt.
1525-ben és 1526-ban a török sereg átvonult a városon, kifosztotta, majd 1542–43 telén elfoglalta (lásd: Szeged ostroma (1543)). I. Szulejmán a romokban heverő várat kijavíttatta és megerősítette. Tóth Mihály hajdúvezér, a város elmenekült főbírája 1552-ben rohammal igyekezett a várat visszaszerezni, de vállalkozása nagy szerencsétlenséggel végződött.
A török hódoltság idején a szegedi nép jelentősen szétszóródott. A gazdag és művelt patrícius családok Debrecenbe, Kassára, Nagyszombatba menekültek. Ezzel egyidejűleg megindult a török, délszláv, raguzai latin népelemek bevándorlása Szegedre, akik már a hódoltság idején elkezdtek a szegedi magyarságba olvadni. Az el nem menekült lakosság, vagyis Szeged népének jelentős része leginkább Alsóvároson, a ferences Havas Boldogasszony templom körül húzódott meg, és halászattal, illetve állattartással foglalkozott. Szeged török kincstári várossá, vagyis hász-birtokká lett. Ez azt jelentette, hogy a haradzs – magyarosan harács nevezetű – vallási jogon alapuló földadót egyenesen a török kincstárnak szolgáltatta be, vagyis közvetlenül a szultánnak adózott. Szeged nem vált szpáhi hűbérbirtokká, mint sok más település. Ez a viszonylagos jogbiztonság magyarázza, hogy számos környékbeli falu lakossága Szegedre költözött.

### 1686-tól az 1879-es árvízig

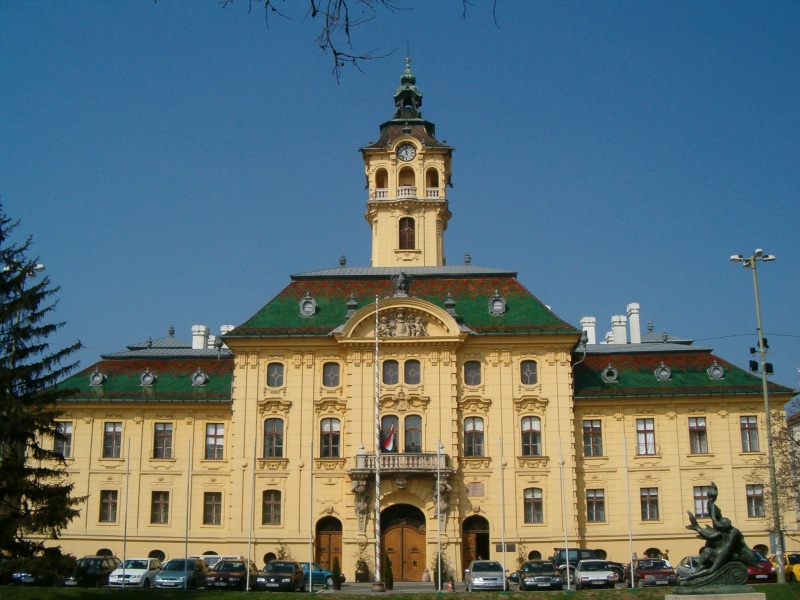
A szegedi városháza; az 1879-es nagy árvizet túlélt kevés épület egyike

1686 tavaszán Mercy tábornok a törököket itt megverte, sőt Thököly Imrét is majdnem elfogta. Ugyanez év október 22-én, De la Verque tábornok hosszas ostromára a török helyőrség a várat feladta, és ezzel város felszabadult a török uralom alól. Ekkor 2000 lakosa volt.
1700. április 19-én Lipót király a szegedi sóhivatalhoz Müller József bécsi udvari kamarai írnokot nevezte ki mázsatisztnek, innentől a sószállítás és árusítás jelentősebb lett. A sópajták számára egyre nagyobb területre volt igény, ezért a sóhivatal a város telkeit egyszerűen elfoglalta. Emiatt a város és a kincstár közt több összeütközés történt, de a kincstártól a város soha sem kapott kárpótlást.
1704-ben II. Rákóczi Ferenc ostromolta a várat, melyet Johann Friedrich von Globitz védett. 1708-ban pestis, 1712-ben pedig árvíz pusztította a várost.
1715-ben visszakapta szabad királyi városi rangját. 1719. május 21-én megkapta szabadalomlevelét és a jelenleg is használt címerét III. Károly királytól. Ezt a napot a város polgárai Szeged napja-ként ünneplik minden évben. A császár egyúttal egy 1723-as rendeletében Szegedet jelölte ki a Csanádi Egyházmegye székhelyéül, de ettől a rangjától 1738-ban megfosztották.
Az elkövetkezendő évek során Szeged sokat fejlődött. 1719-ben piarista szerzetesek érkeztek a városba, gimnáziumot alapítottak, tudományos előadásokat tartottak és színdarabokat adtak elő. Ezek az évek azonban nemcsak fejlődést és felvilágosodást hoztak. 1728 és 1744 között több boszorkányper is zajlott a városban. A török uralom alatt romba dőlt templomát 1749-ben restaurálták.
1738-ban és 1740-ben pestis, 1722-ben, 1740-ben, 1748-ban, 1790-ben és 1792-ben nagy tűzvészek, 1770-ben és 1784-ben árvíz pusztította.
1801-ben létesítették az első nyomdát, ugyanakkor épült fel a régi városháza és a polgári kórház. Szegeden az első közvilágítás 1827-ben, az első kaszinó 1829-ben, az első kövezet 1840-ben, az első takarékpénztár 1845-ben létesült.
A szegediek fontos szerepet játszottak az 1848–49-es forradalom és szabadságharcban, a város négy honvédzászlóaljat állított fel. A Földváry-féle önkéntes nemzetőrség pedig a híres szenttamási sáncok bevételével szerzett dicsőséget. 1849. február 2-án a város nemzetőrsége Teodorovics szerb seregét vitézül visszaverte, de augusztus 5-én a visszavonuló honvédsereg az újszeged-szőregi síkon csatát vesztett.
1849-ben Szeged volt a forradalmi kormány utolsó székhelye, Kossuth itt mondta el utolsó nyilvános beszédét 1849. július 12-én, s Bălcescuval ugyanitt, a Klauzál téri Kárász-házban 1849. július 14-én írta alá a magyar–román békülési tervet. Bár a Habsburg-ház megbüntette a várost, Szeged újra virágzásnak indult.
Az 1854-es önkéntes államkölcsön alkalmával a város közönsége 600 000 forintot, a lakosság pedig 400 000 forintot jegyzett. A király 1857-es körútja alkalmával Szegedet is meglátogatta.
1854-ben a várost elérte a vasútvonal, 1860-ban pedig ismét visszakapta szabad királyi városi rangját. A vízvezetékeket 1859-ben fektették le, a légszeszvilágítást pedig 1865-ben szerelték fel. 1869-ben megnyílt Pick Márk boltja, a mai híres Pick Szalámigyár elődje.

### 1879-től 1944-ig

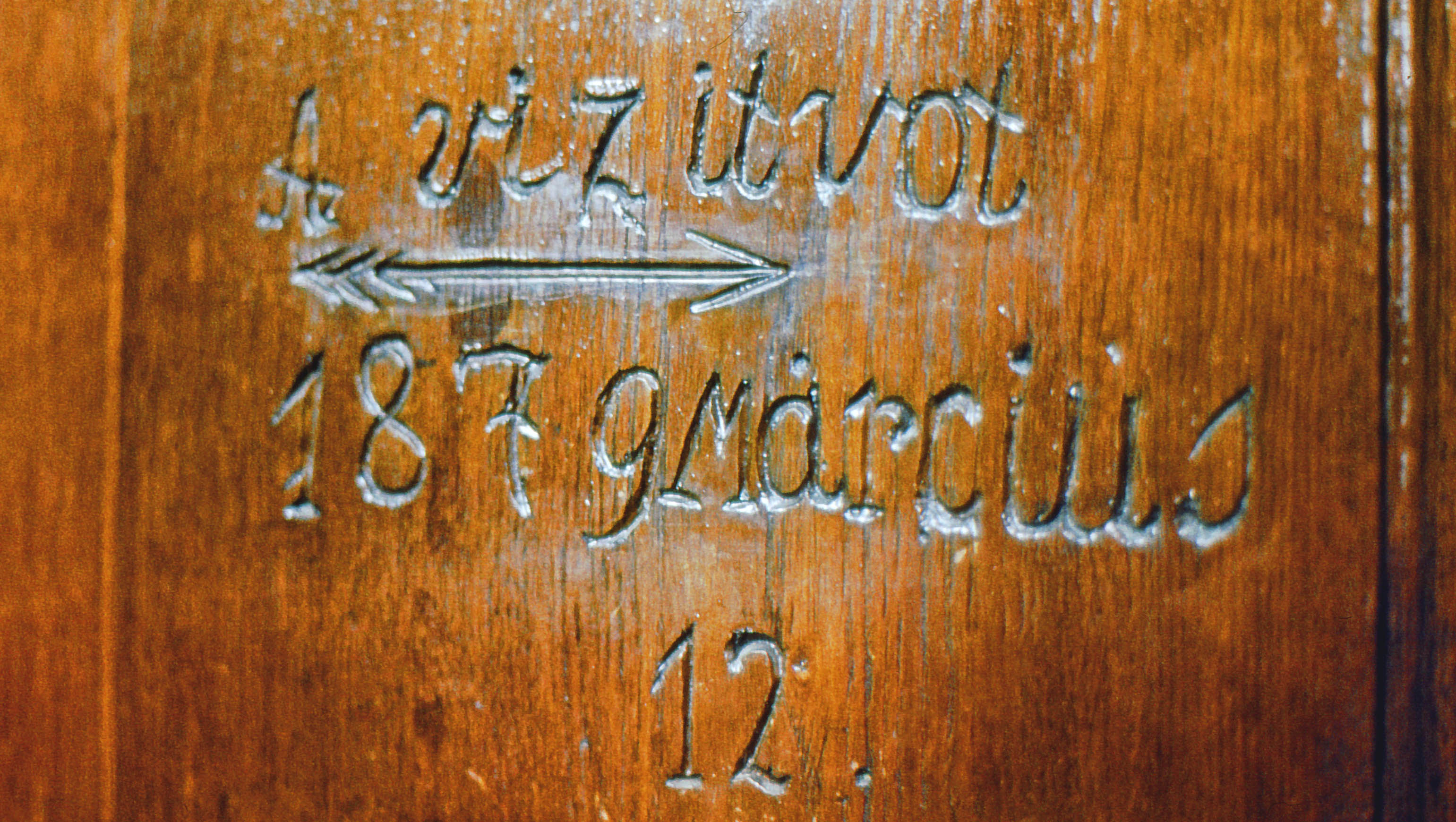
Szeged, az árvíz szintjele, a Mátyás téri templom belső ajtaján

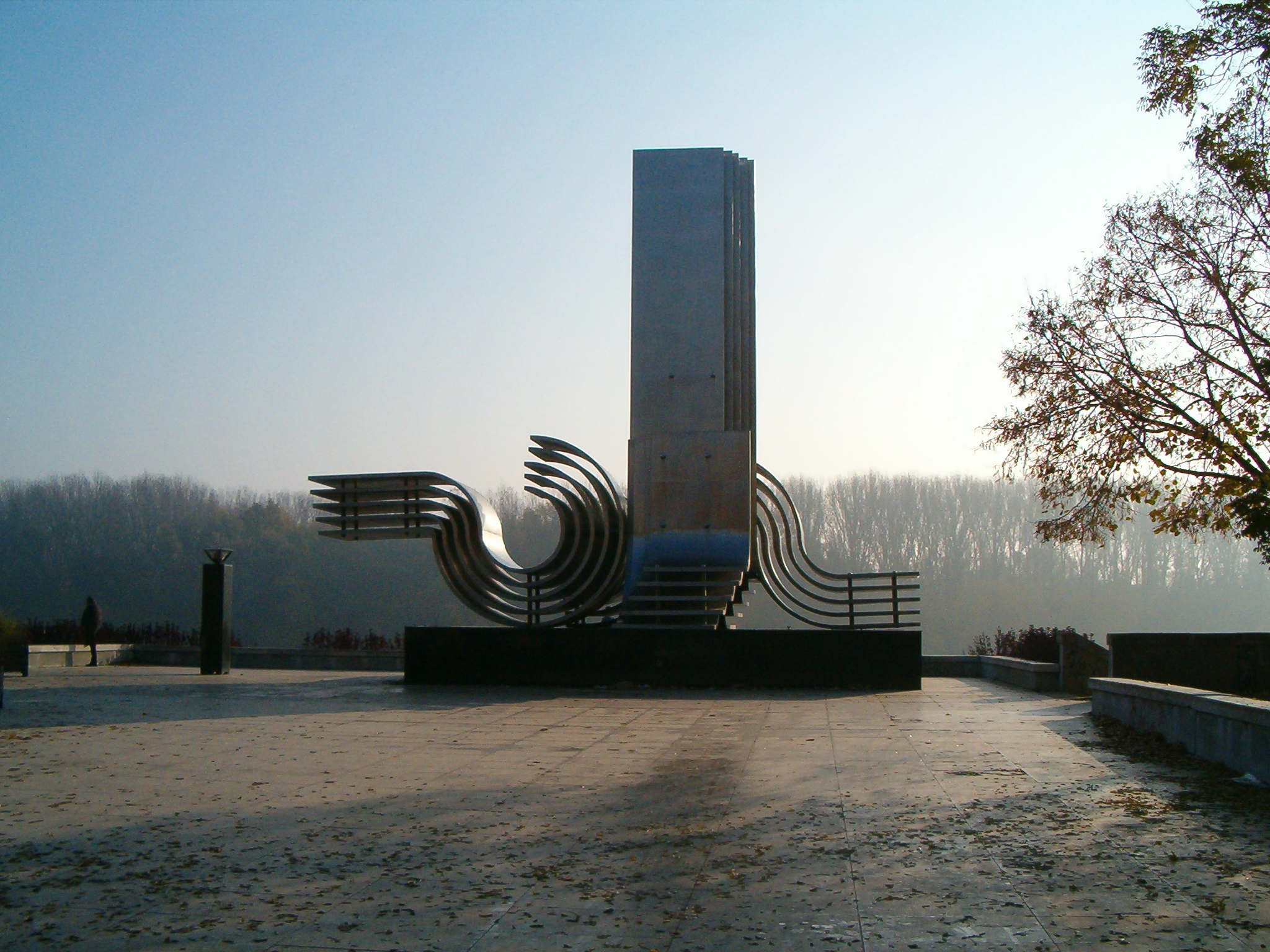
Az árvízi emlékmű

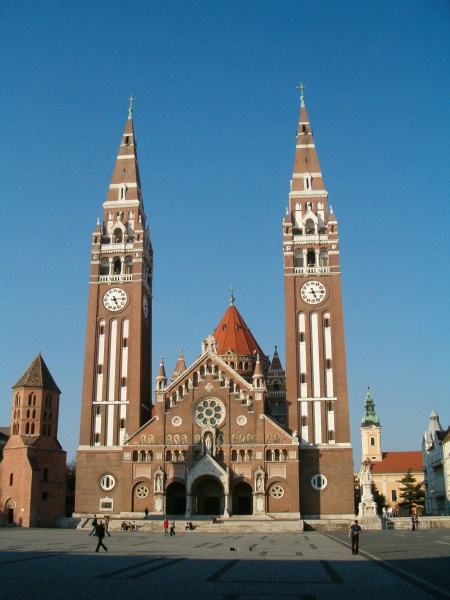
A Dóm, előterében a Dömötör-toronnyal

Az 1879. évi árvízkatasztrófa Szeged történetének kiemelkedő eseménye. A március 12-re virradó éjjelen a Tisza a petresi gátat átszakítva elöntötte a várost, ami gyakorlatilag teljesen elpusztult: az 5723 házból csak 265 maradt épen, és 165-en az életüket veszítették. A város 70 ezer fős lakosságának nagy részét más településekre költöztették, csak mintegy 10 ezer szegedi maradt a városban. Ferenc József látogatásakor azt ígérte, hogy Szeged szebb lesz, mint volt. A császár megtartotta ígéretét: az elkövetkezendő pár évben a romok helyén új, modern város épült. Miután a víz lassan levonult, a várost Árvízvédelmi fallal megerősített körtöltéssel vették körül. 1880–1886 között épült a Tisza jobb partján a belvárost védő partfal. (Felújítására előregyártott vasbeton elemekből megerősítve 1974–1979, majd mobilgáttal kiegészítve 2013-2015 között került sor.) Ekkor alakult ki a város körutas szerkezete. Több európai nagyváros (Bécs, Berlin, Brüsszel, London, Párizs, Róma) segített a város újjáépítésben, ezért a nagykörút egy-egy szakaszát ezekről a városokról nevezték el. Az újjáépítés során bontották el a Szegedi vár nagy részét is.
Az árvíz előtti épületek közül az alsóvárosi ferences templom és kolostor, a Dömötör-torony, valamint a városháza maradt fenn.
A város 1880. június 5-én egyesült a Tisza túlpartján fekvő Újszegeddel, amellyel 1883 óta több híd is összeköti.
A ma Csillagbörtönként közismert Szegedi Királyi Kerületi Börtönt 1885. január 1-jén adták át rendeltetésének.
1918 és 1920 között Szeged az ország többi részével ellentétben francia megszállás alatt állt, itt volt a szegedi ellenforradalmi kormány székhelye is. Ezért a Tanácsköztársaság alatt ide menekült sok olyan katona, aki nem akart a Vörös Hadseregben szolgálni. Rájuk támaszkodva indult el 1919 nyarán Horthy Miklós a Dunántúlra.
Az első világháborút lezáró a trianoni békeszerződés után Szeged közel került a román és a szerb határhoz, veszítve vonzáskörzetéből és így némileg jelentőségéből is, de ahogy átvette az elveszített városok szerepét, újra egyre jelentősebb lett. 1921-ben Szegedre költözött a kolozsvári egyetem, majd 1923-ban a Csanádi egyházmegye székhelye lett. 1922-től 1931-ig Peidl Gyula, 1931-től 1935-ig Kéthly Anna személyében szociáldemokrata, 1926–1939 között Rassay Károly személyében liberális országgyűlési képviselője is volt.
A második világháború sok szenvedést hozott. A szövetséges légierő 1944. június 2-án kezdte meg az Operation Frantic fedőnevű kb. két hetes légi hadműveletet, amelynek részeként 38 repülőgép a rendező-pályaudvart támadta. A bombaszőnyeg azonban elcsúszott, így a környező házakban keletkezett a legnagyobb kár. A város háborús vesztesége 4728 fő, melyből hozzávetőlegesen 2500–3000 katona a Don-kanyarnál esett el. A zsidó polgárokat gettókba zárták, majd haláltáborokba vitték. A tényleges harc a városért október 8–9-én kezdődött, az itt védekező Matoltsy-harccsoport az algyői hídfőnél találkozott először a támadó Vörös Hadsereg erőivel, s a visszavonuló német erők felrobbantották a közúti és – az azóta is újraépítetlen – vasúti hidat is. A szovjet hadsereg október 11-én foglalta el a várost. Moszkvában este 224 ágyúból 20 díszlövéssel ünnepelték Szeged elfoglalását.

### 1944 után

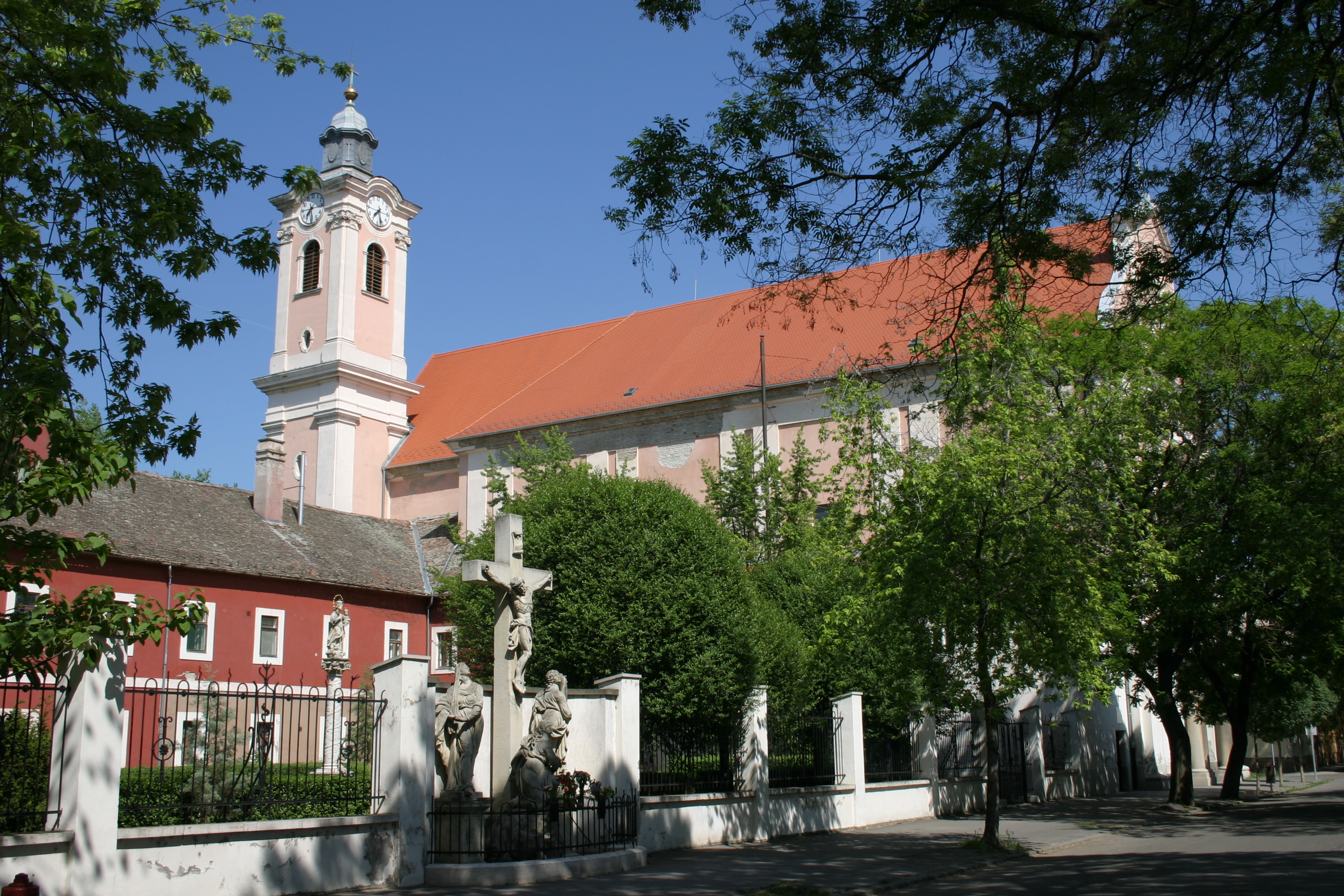
Szent Miklós-plébániatemplom és minorita rendház (Szeged-Felsőváros)

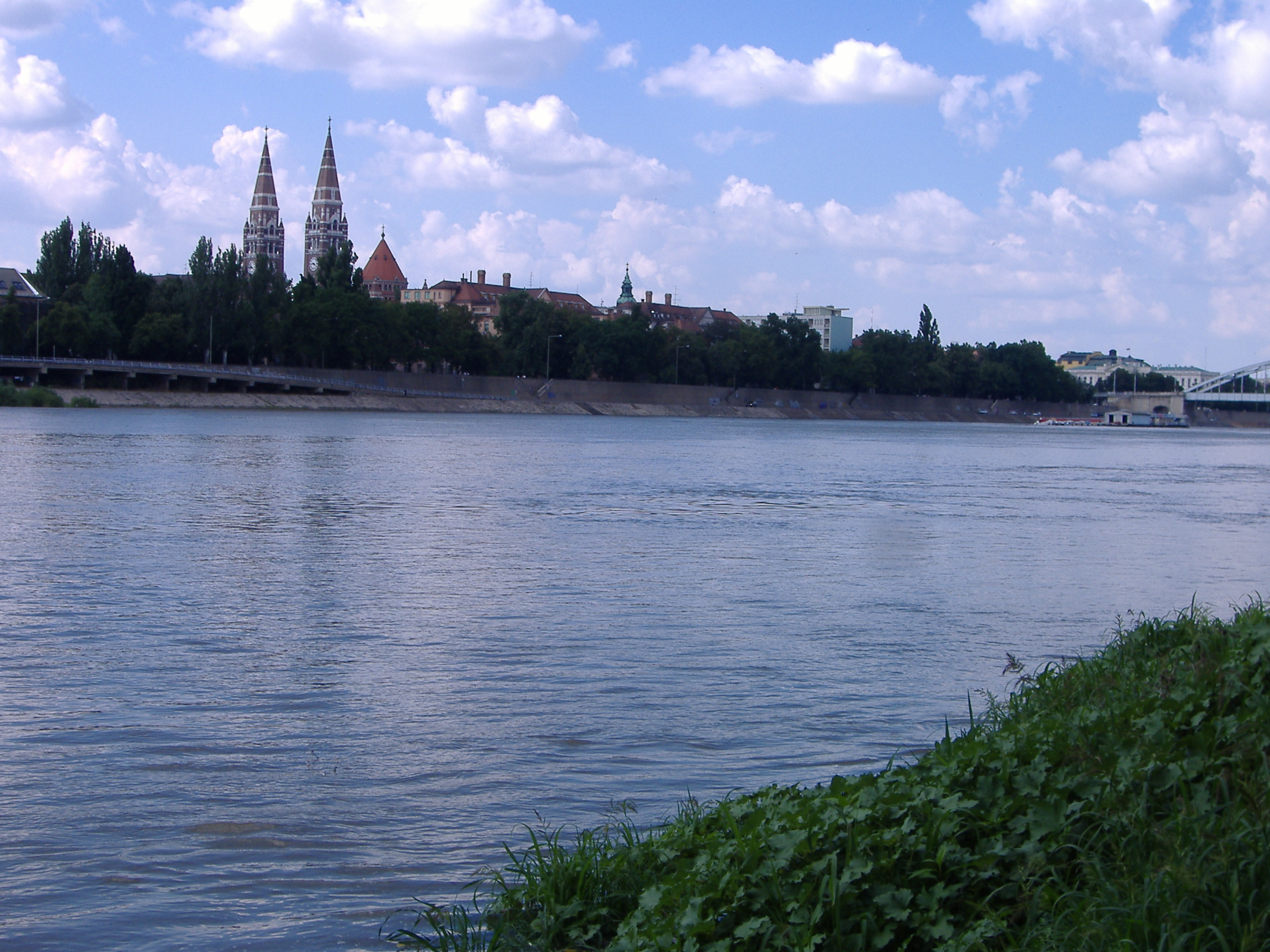
A belváros az újszegedi Tiszapartról

1944–1949 között Szegeden működött a Kolozsvárról visszavont IX. honvéd hadtest parancsnoksága. 1950-ben a hatalmas kiterjedésű szegedi határból a tanyaközpontok körül kilenc új községet alakítottak. Ezek elmúlt fél évszázados fejlődését jól jellemzi, hogy egyikük, Mórahalom, 1989-ben városi címet is kapott. A többi nyolc község név szerint: Ásotthalom, Balástya, Csengele, Domaszék, Röszke, Ruzsa, Szatymaz és Zákányszék.
1956-ban Szegeden már június 30-án megalakult a József Attila kör a pesti Petőfi kör mintájára, és a Tiszatáj őszi cikkei is a társadalmi vitát, a változásokat, a demokratikus gondolatok térnyerését bizonyítják. Október 16-án nagygyűlést tartottak a Szegedi Tudományegyetem Bölcsészettudományi Karának épületében, az azóta nemzeti emlékhellyé váló Auditórium Maximumban, ahol az új ifjúsági szervezet, a Magyar Egyetemisták és Főiskolások Szövetsége (MEFESZ) megalakulását szavazták meg. A forradalmi események alatt a MEFESZ több gyűlést is tartott, voltak más megmozdulások is. Október 26-án Kiskunmajsáról idevezényelt katonák sortüzet adtak le, amelynek során Schwartz Lajos életét vesztette, tizenhatan pedig megsérültek. Forradalmi tanácsok alakulnak az Egyetemen és a városban, de november 5-re megérkeztek a szovjet harckocsik Szegedre. Tavaszra Perbíró Józsefet, a Forradalmi Nemzeti Bizottság elnökét internálták.
A szegedi forradalmi eseményeknek különleges tanúja Szauer S. Ferenc korabeli röpiratgyűjteménye, amely a Somogyi Károly Városi és Megyei Könyvtár digitális könyvtárában érhető el a hálózaton.
A szocialista időkben Szeged könnyűipari és élelmiszeripari központtá vált. 1962-ben Szeged Csongrád megye székhelye lett. A házgyár 1971-ben kezdett termelni. Ettől kezdve 1990-ig lakótelepek sora épült.
1965-ben a város és Algyő község között kőolajat találtak. Ekkor adták át a Mars téri autóbusz-pályaudvart is.
1970-ben a Tisza az 1879-es árvizet meghaladó vízszinttel áradt, de kárt nem okozott.
1973-ban Szegedhez csatoltak öt, a várossal szorosan együtt élő községet (Algyő, Gyálarét, Kiskundorozsma, Szőreg és Tápé). Algyő 1997-ben ismét önálló községgé alakult.
Szegedet 2005 decemberében elérte az M5-ös autópálya.
2006-ban a Tisza több mint 10 méteres szinttel áradt.
Napjainkban Szeged a régió legfontosabb városa, egyetemi város, és a turisták körében is népszerű. Egyik legfőbb vonzereje a nyaranta megtartott Szegedi Szabadtéri Játékok, melyet 1931 óta rendeznek. A belváros fenntartható és átgondolt megújításáért a város 2023-ban elnyerte a Hild János-díjat.

## Népessége
Szeged lakónépessége 2022. október 1-jén 158 797 fő volt, ami Csongrád-Csanád vármegye össznépességének 40,6%-át tette ki. A 2011-es népszámlálás óta 9251 fővel csökkent a város lakosság száma, a népsűrűség . Ebben az évben az egy km²-re jutó lakók száma, átlagosan 565 ember volt. 2022-ben a város lakónépességének a 12%-a 14 évnél fiatalabb, míg a 65 éven felülieké 21% volt. 2022-ben a férfiaknál 73, a nőknél 79,8 év volt a születéskor várható átlagos élettartam. A legmagasabb befejezett iskolai végzettség szerint az érettségi végzettséggel rendelkezők élnek a legtöbben a városban 52 347 fő, utánuk a következő nagy csoport a diplomával rendelkezők 44 502 fővel. 2022-ben a 6 évnél idősebb népesség 87%-nál volt internet elérési lehetősége. A népszámlálás adatai alapján a város lakónépességének 9,3%-a, mintegy 14 786 személy vallotta magát valamely kisebbséghez tartozónak. A kisebbségek közül szerb, német és cigány nemzetiségűnek vallották magukat a legtöbben.
Szeged Magyarország harmadik legnépesebb városa. A századfordulóra sugárútjaival és körútjaival kiépülő Szeged a Magyar Királyság második legnépesebb városa volt Budapest után, népessége megközelítette a 100 000 főt (a mainál lényegesen nagyobb közigazgatási területen). Trianon után a népességnövekedés lelassult, mivel elvesztette vonzáskörzetének jelentős részét, a népességfejlődésben a hagyományosan vitális Debrecen és a gyorsan iparosodó Miskolc is megelőzte. A Kádár-korszak alatt tapasztalható jelentős népességnövekedés szinte teljes egészében a betelepülésből táplálkozott, mivel a városban és Csongrád megye is nagyon lassú volt a természetes szaporodás, csökkenés váltakozott enyhe növekedéssel, elterjedt az egykézés. A legtöbben 1990-ben éltek a városban, 169 930-an. 1990 óta egészen napjainkig csökken a város népessége, ma már kevesebben laknak Szegeden, mint 1980-ban.
A 2022-es népszámlálási adatok szerint a magukat vallási közösséghez tartozónak valló szegediek túlnyomó többsége római katolikusnak tartja magát. Emellett jelentős egyház a városban még a református.

### Iskolai végzettség
A 2001-es népszámlálási adatok alapján, Szegeden a legmagasabb befejezett iskolai végzettség szerint az érettségi végzettséggel rendelkezők éltek a legtöbben 49 076 fővel. Második legnagyobb csoport az általános iskolai végzettséggel rendelkezőek voltak 38 078 fővel, utánuk következett a diplomai végzettséggel rendelkezők 24 702 fővel, az általános iskolai végzettséggel nem rendelkezőek 23 184 fővel, végül a szakmunkások 22 535 fővel.
A 2011-es népszámlálási adatok alapján, Szegeden a legmagasabb befejezett iskolai végzettség szerint az érettségi végzettséggel rendelkezők éltek a legtöbben 54 214 fővel. Második legnagyobb csoport a diplomás végzettséggel rendelkezők voltak 36 551 fővel, utánuk következett az általános iskolai végzettséggel rendelkezők 28 537 fővel, a szakmunkások 23 879 fővel, végül az általános iskolai végzettséggel nem rendelkezőek 14 359 fővel.
| Iskolai végzettség                | Iskolai végzettség               | Iskolai végzettség | Iskolai végzettség | Iskolai végzettség |
| --------------------------------- | -------------------------------- | ------------------ | ------------------ | ------------------ |
|                                   |                                  |                    |                    | fő                 |
| Általános iskolát nem végezte el  | Általános iskolát nem végezte el |                    | 11 497             | 11 497             |
| Általános iskola                  | Általános iskola                 |                    | 20 194             | 20 194             |
| Szakmunkás                        | Szakmunkás                       |                    | 21 432             | 21 432             |
| Érettségi                         | Érettségi                        |                    | 52 347             | 52 347             |
| Diploma                           | Diploma                          |                    | 44 502             | 44 502             |
| A 2022. évi népszámlálás szerint. |                                  |                    |                    |                    |

A 2022-es népszámlálási adatok alapján, Szegeden a legmagasabb befejezett iskolai végzettség szerint az érettségi végzettséggel rendelkezők éltek a legtöbben 52 347 fővel. Második legnagyobb csoport a diplomai végzettséggel rendelkezők voltak 44 502 fővel, utánuk következett a szakmunkás végzettséggel rendelkezők 21 432 fővel, az általános iskolai végzettségűek 20 194 fővel, végül az általános iskolai végzettséggel nem rendelkezőek 11 497 fővel.

### Etnikai összetétel
A 2001-es népszámlálás adatok szerint a város lakossága 168 273 fő volt, ebből a válaszadók 158 303 fő volt, 157 301 fő magyarnak, míg 1256 fő cigánynak vallotta magát, azonban meg kell jegyezni, hogy a magyarországi cigányok (romák) aránya a népszámlálásokban szereplőnél lényegesen magasabb. 986 fő német, 758 fő szerb és 394 fő szlovák etnikumúnak vallotta magát.
A 2011-es népszámlálás adatok szerint a város lakossága 168 048 fő volt, ebből a válaszadók 141 492 fő volt, 140 914 fő magyarnak vallotta magát, az adatokból az derül ki, hogy a magyarnak vallók száma jelentősen csökkent tíz év alatt, ennek egyik fő oka, hogy többen nem válaszoltak. Az elmúlt tíz év alatt, a nemzetiségiek közül jelentősen a cigányok (1565 fő), németek (1516 fő) és a szerbek (1408 fő) száma nőtt. A román (588 fő) nemzetiségűek száma szinte megkétszereződött. A magukat szlováknak vallók száma (350 fő) kismértékben csökkent, az elmúlt tíz év alatt. A megyén belül, Szegeden él a legtöbb magát németnek, szerbnek, szlováknak és románnak valló nemzetiségi.
A 2022-es népszámlálás adatok szerint a város lakossága 158 797 fő volt, ebből a válaszadók 140 078 fő volt, 138 413 fő magyarnak vallotta magát. Az elmúlt tizenegy év alatt, a nemzetiségiek közül a legjelentősebben a szerbek (1525 fő) és az ukránok (129 fő) száma nőtt, miközben jelentősen csökkent a németek (1236 fő) és a cigányok (1134 fő) száma. A népszámlálás adatai nem részletezi az el nem ismert nemzetiségeket, de a számuk jelentősen nőtt, 2011 óta 3075 főről 9515 főre.

### Vallási összetétel
Szeged lakóinak vallási összetétele 2022-ben
A 2001-es népszámlálási adatok alapján, Szegeden a lakosság több mint fele (65,1%) kötődik valamelyik vallási felekezethez. A legnagyobb vallás a városban a kereszténység, melynek legelterjedtebb formája a katolicizmus (55,1%). A katolikus egyházon belül a római katolikusok száma 91 671 fő, míg a görögkatolikusok 1 062 fő. A városban népes protestáns közösségek is élnek, főleg reformátusok (11 282 fő) és evangélikusok (2 711 fő). Az ortodox kereszténység inkább az országban élő egyes nemzeti kisebbségek (oroszok, románok, szerbek, bolgárok, görögök) felekezetének számít, számuk elenyésző az egész városi lakosságához képest (371 fő). Szerte a városban számos egyéb kisebb keresztény egyházi közösség működik. A zsidó vallási közösséghez tartózók száma 184 fő. Jelentős a száma azoknak a városban, akik vallási hovatartozásukat illetően nem kívántak válaszolni (12,7%). Felekezeten kívülinek a város lakosságának 21,8%-a vallotta magát.
A 2011-es népszámlálás adatai alapján, Szegeden a lakosság kevesebb mint a fele (45,2%) kötődik valamelyik vallási felekezethez. Az elmúlt tíz év alatt a városi lakosság vallási felekezethez tartozása jelentősen csökkent, ennek egyik oka, hogy sokan nem válaszoltak. A legnagyobb vallás a városban a kereszténység, melynek legelterjedtebb formája a katolicizmus (36,8%). Az elmúlt tíz év alatt, a katolikus valláshoz tartozók száma negyedével esett vissza. A katolikus egyházon belül a római katolikusok száma 61 162 fő, míg a görögkatolikusok 620 fő. A városban népes protestáns közösségek is élnek, főleg reformátusok (8 143 fő) és evangélikusok (1 954 fő). Az ortodox kereszténység inkább az országban élő egyes nemzeti kisebbségek (oroszok, románok, szerbek, bolgárok, görögök) felekezetének számít, számuk elenyésző az egész városi lakosságához képest (318 fő). Szerte a városban számos egyéb kisebb keresztény egyházi közösség működik. A zsidó vallási közösséghez tartozók száma 165 fő. Összességében elmondható, hogy az elmúlt tíz év során minden egyházi felekezetekhez tartozók száma jelentősen csökkent. Jelentős a száma azoknak a városban, akik vallási hovatartozásukat illetően nem kívántak válaszolni (31,4%), tíz év alatt a triplájára nőtt a számuk. Felekezeten kívülinek a város lakosságának 23,4%-a vallotta magát.
2022-es népszámlálás adatai alapján, Szegeden a lakosság kevesebb mint a fele (35,9%) kötődik valamelyik vallási felekezethez. Az elmúlt tíz év alatt a városi lakosság vallási felekezethez tartozása jelentősen csökkent, ennek egyik oka, hogy sokan nem válaszoltak. A legnagyobb vallás a városban a kereszténység, melynek legelterjedtebb formája a katolicizmus (28,8%). Az elmúlt tíz év alatt, a katolikus valláshoz tartozók száma negyedével esett vissza. A katolikus egyházon belül a római katolikusok száma 43 417 fő, míg a görögkatolikusok 720 fő. A városban népes protestáns közösségek is élnek, főleg reformátusok (6773 fő) és evangélikusok (1672 fő). Az ortodox kereszténység inkább az országban élő egyes nemzeti kisebbségek (ukránok, románok, szerbek, bolgárok, görögök) felekezetének számít, számuk az elmúlt 11 év alatt enyhén csökkent (305 fő). A zsidó vallási közösséghez tartózók száma 125 fő. Jelentős a száma azoknak a városban, akik vallási hovatartozásukat illetően nem kívántak válaszolni (44%). Felekezeten kívülinek a város lakosságának 20,2%-a vallotta magát.

## Politikai élete

### Polgármesterei
- 1990–1994: Dr. Lippai Pál[122] (Fidesz–SZDSZ)[123]
- 1994–1998: Dr. Szalay István (MSZP–SZDSZ)[124]
- 1998–2002: Bartha László (Fidesz–FKgP–MDF–MKDSZ–MDNP)[125]
- 2002–2006: Botka László (MSZP–SZDSZ–MSZDP–Centrum)[126]
- 2006–2010: Botka László (MSZP–SZDSZ)[127]
- 2010–2014: Botka László (MSZP–ÖSZE)[128]
- 2014–2019: Botka László (MSZP–DK–Együtt–PM–Szegedért)[129]
- 2019–2024: Botka László (Összefogás Szegedért Egyesület)[130]
- 2024– : Botka László (Összefogás Szegedért Egyesület)[2]

### A 2024-es önkormányzati választás eredménye
- A polgármester-választás eredménye[131]

| Jelölt neve            | Jelölő szerv. | Jelölő szerv.        | Szavazatok száma | Szavazatok aránya |
| ---------------------- | ------------- | -------------------- | ---------------- | ----------------- |
| Dr. Botka László       |               | Összefogás Szegedért | 47 601           | 67,75%            |
| Dr. Fülöp László       |               | Fidesz – KDNP        | 16 890           | 24,04%            |
| Dr. Timár Tamás        |               | Mi Hazánk            | 3509             | 4,99%             |
| Joób Márton            |               | Független            | 1631             | 2,32%             |
| Dr. Szabó Bálint Gábor |               | Itt az Idő Egyesület | 632              | 0,90%             |
| Összesen               |               |                      | 70 263           | 100%              |

- A képviselőtestület-választás eredménye[132]

| Párt | Párt                 | Mandátumok | Képviselő-testület | Képviselő-testület | Képviselő-testület | Képviselő-testület | Képviselő-testület | Képviselő-testület | Képviselő-testület | Képviselő-testület | Képviselő-testület | Képviselő-testület | Képviselő-testület | Képviselő-testület | Képviselő-testület | Képviselő-testület | Képviselő-testület | Képviselő-testület | Képviselő-testület | Képviselő-testület | Képviselő-testület | Képviselő-testület |
| ---- | -------------------- | ---------- | ------------------ | ------------------ | ------------------ | ------------------ | ------------------ | ------------------ | ------------------ | ------------------ | ------------------ | ------------------ | ------------------ | ------------------ | ------------------ | ------------------ | ------------------ | ------------------ | ------------------ | ------------------ | ------------------ | ------------------ |
|      | Összefogás Szegedért | 19         | P                  |                    |                    |                    |                    |                    |                    |                    |                    |                    |                    |                    |                    |                    |                    |                    |                    |                    |                    |                    |
|      | Fidesz – KDNP        | 7          |                    |                    |                    |                    |                    |                    |                    |                    |                    |                    |                    |                    |                    |                    |                    |                    |                    |                    |                    |                    |
|      | MKKP                 | 2          |                    |                    |                    |                    |                    |                    |                    |                    |                    |                    |                    |                    |                    |                    |                    |                    |                    |                    |                    |                    |

### Politikai pártok

#### Jelenleg működő helyi szervezettel rendelkezők
- Fidesz-KDNP (1990-), Fidelitas (2016-)
- MSZP (1990-), Societas (2008-)
- Demokratikus Koalíció (2011-)
- Jobbik (2010-), Jobbik Ifjúsági Tagozat (2012-)
- Momentum (2017-) Momentum TizenX (2020-)
- Párbeszéd (2013-)
- LMP (2010-)
- Magyar Kétfarkú Kutya Párt (2018-)
- Mi Hazánk (2022-)
- FVSZ-ME (2006-)

#### Már megszűnt helyi szervezettel rendelkezők
- Magyar Demokrata Fórum (1990-2010)
- Szabad Demokraták Szövetsége (1990-2010)
- FKGP (1990-?)
- Munkáspárt (1990-?)
- MIÉP (1993-2006)
- Polgári Válasz (2022-2024)

## Műemlékek
- Fotóműterem, Széchenyi tér 2.
- Móricz-ház, Szent Mihály u. 9.
- Tűzoltólaktanya, Kossuth Lajos sugárút
- Gőzfürdő (Anna fürdő), Tisza Lajos körút 24.
- Wagner-kripta, Belvárosi temető
- Popper-ház, Széchenyi tér 3.
- Aigner-ház, Széchenyi tér 16.
- Aigner-ház, Széchenyi tér 2/a.
- Szeged Állomás, Indóház tér
- Gróf-palota, Tisza Lajos körút 20/b.
- Új református templom, Honvéd tér 1.
- Ungár–Mayer-palota, Kárász u. 16.
- Raffay-ház, Lechner tér 2/a.
- Szígyártó-ház, Lechner tér 2/b.
- Szent Rozália-kápolna, Lechner tér 9.
- Lakóház, Mikszáth Kálmán u. 4.
- Új zsinagóga, Jósika u. 10.[133]
- Raichle-palota, Szentháromság u. 2.[133]
- Márer-ház, Tisza Lajos körút
- Zsótér-ház, Széchenyi tér 9.
- Kakuszy-ház, Csaba u.
- Városháza, Széchenyi tér 10.

## Városrészek
- Alsóváros
- Baktó
- Béketelep
- Belváros
- Délikert1
- Északi város
- Felsőváros
- Gyálarét2
- Klebelsberg-telep3
- Kecskés István-telep4
- Kiskundorozsma5
- Makkosház
- Marostői városrész
- Móraváros
- Odessza-lakótelep
- Petőfitelep
- Rókus
- Subasa
- Szentmihálytelek
- Sziksós
- Szőreg6
- Tarján
- Tápé7
- Újszeged
- Új Petőfitelep
- Újrókus
- Tompasziget
- Baktói kiskertek
- Iparváros

- 1 2005-től Gyálarét, Kecskés- és Klebelsberg-telep valamint Szentmihály közös városrésze
- 2 1973-ig önálló település
- 3 régi nevén Hattyas-telep
- 4 régi nevén Ságvári-telep
- 5 1973-ig önálló település, a 19. században mezőváros; lásd: külső hivatkozások
- 6 1973-ig önálló település, jelentős szerb kisebbséggel
- 7 1973-ig önálló település

### Körutak, sugárutak
| Összefoglaló név                     | Név                   | Megközelítőleges hossz                                                               | Érintő járatok                                   |
| ------------------------------------ | --------------------- | ------------------------------------------------------------------------------------ | ------------------------------------------------ |
| Kiskörút                             | Tisza Lajos körút     | 2,1 km                                                                               | - 3-as, 3F, 4-es villamos - autóbuszok           |
| Nagykörút                            | Bécsi körút           | 5,4 km (a Mars teret nem számolva)                                                   | - autóbuszok                                     |
| Nagykörút                            | Moszkvai körút        | 5,4 km (a Mars teret nem számolva)                                                   | - autóbuszok                                     |
| Nagykörút                            | Londoni körút         | 5,4 km (a Mars teret nem számolva)                                                   | - 9-es trolibusz - autóbuszok                    |
| Nagykörút                            | Párizsi körút         | 5,4 km (a Mars teret nem számolva)                                                   | - 5-ös, 6-os, 19-es trolibusz - autóbuszok       |
| Nagykörút                            | Berlini körút         | 5,4 km (a Mars teret nem számolva)                                                   | - 5-ös, 6-os, 19-es trolibusz - autóbuszok       |
| Nagykörút                            | Brüsszeli körút       | 5,4 km (a Mars teret nem számolva)                                                   | - 10-es trolibusz - autóbuszok                   |
| Nagykörút                            | Római körút           | 5,4 km (a Mars teret nem számolva)                                                   | - 10-es trolibusz - autóbuszok                   |
| Nagykörút                            | Temesvári körút       | 5,4 km (a Mars teret nem számolva)                                                   | - autóbuszok                                     |
| „Északi körút” vagy „Harmadik körút” | Budapesti körút       | 4,9 km (a Vásárhelyi Pál utat, a Kereszttöltés utcát és az Etelka sort nem számolva) | - 10-es, 19-es trolibusz - autóbuszok            |
| „Északi körút” vagy „Harmadik körút” | Makkosházi körút      | 4,9 km (a Vásárhelyi Pál utat, a Kereszttöltés utcát és az Etelka sort nem számolva) | - 8-as, 19-es trolibusz - autóbuszok             |
| „Északi körút” vagy „Harmadik körút” | Rókusi körút          | 4,9 km (a Vásárhelyi Pál utat, a Kereszttöltés utcát és az Etelka sort nem számolva) | - 2-es villamos - autóbuszok                     |
| „Északi körút” vagy „Harmadik körút” | Móravárosi körút      | 4,9 km (a Vásárhelyi Pál utat, a Kereszttöltés utcát és az Etelka sort nem számolva) | - autóbuszok                                     |
| Boldogasszony sugárút                | Boldogasszony sugárút | 0,6 km                                                                               | - 1-es, 2-es villamos                            |
| Petőfi Sándor sugárút                | Petőfi Sándor sugárút | 1,2 km                                                                               | - 4-es villamos - autóbuszok                     |
| Kálvária sugárút                     | Kálvária sugárút      | 2,4 km                                                                               | - 3-as, 3F villamos - autóbuszok                 |
| Kossuth Lajos sugárút                | Kossuth Lajos sugárút | 1,9 km                                                                               | - 1-es, 2-es villamos - autóbuszok               |
| Csongrádi sugárút                    | Csongrádi sugárút     | 2,5 km                                                                               | - 5-ös, 6-os, 8-as, 19-es trolibusz - autóbuszok |
| József Attila sugárút                | József Attila sugárút | 2,5 km                                                                               | - 3-as, 3F, 4-es villamos - autóbuszok           |
| Szilléri sugárút                     | Szilléri sugárút      | 0,8 km                                                                               | - 10-es trolibusz - autóbuszok                   |

## Közlekedés

### Helyi közlekedés
Az 1879-es szegedi nagy árvíz utáni újjáépítést követően a növekvő városnak már nem felelt meg az omnibuszközlekedés, ezért 1884. július 1-jétől lóvasutat üzemeltetett a város. Az SZKT jogelődjét 1885-ben alapították Szegedi Közúti Vaspálya Részvénytársaság néven. 1885-ben az utasszám meghaladta a 300 000-et.
1908. október 1-jén indult útnak az első villamos; a menetdíj elég magasnak számított. A villamosok ebben az időben a személyszállítás mellett teherszállítással is foglalkoztak. Az első világháború derékba törte a fejlődést, több villamosvonal megszűnt, két kocsit eladtak más városoknak, a forgalom csökkent.
1927-től 1975-ig gazdasági kisvasút közlekedett Alsótanya és Szeged között, 77,7 kilométeres távon.
A második világháború nem okozott nagyobb károkat a villamosvonali infrastruktúrában, a forgalom a harcok megszűntével azonnal megindulhatott. A cég 1950. április 14-én felvette a Szegedi Villamos Vasút Vállalat nevet, 1955-től pedig Szegedi Közlekedési Vállalatnak hívták.
Ebben az időben indult meg az autóbusz-közlekedés. Az autóbuszoknak eleinte másodlagos szerepet szántak a villamos mellett, de egyre népszerűbb lett. 1963. január 1-jétől az autóbuszok üzemeltetése átkerült a Tisza Volánhoz.
A villamosvasút teherfuvarozó szerepe időközben egyre csökkent, majd 1971-ben teljesen megszűnt.
1979. április 29-én megindult a trolibusz-közlekedés. Kezdetben kizárólag a szovjet gyártmányú ZiU–9 típusú kocsik közlekedtek, majd hamarosan megjelentek az Ikarus 280-as csuklós trolibuszok, ezeket azonban többféle elektromos berendezéssel szállították, így üzemeltetésük bizonytalan és költséges volt.
A villamosok a nyolcvanas években háttérbe szorultak, a járműpark elöregedett. A rekonstrukció 1996-ban kezdődött, először három, majd később további tíz darab Tatra T6A2 típusú villamos megvételével. 2005-ben az egykori NDK-ból használtan vásárolt Tatra KT4 típusú villamosokkal váltották le a régi FVV típusúak jelentős részét. 2006. július elsején adták át a forgalomnak a részben korszerűsített 4-es vonalat, amelyen már közlekedhetnek az egyirányú kocsik (Tatra T6A2, Tatra KT4) is. Jelenleg már nem járnak a kizárólagosan az egykor Budapestről leselejtezett, igen korszerűtlen és leromlott műszaki állapotú FVV csuklós villamosok.
A kilencvenes évek első felében az SZKT vadonatúj Škoda 14Tr és Škoda 15Tr trolibuszokat is vásárolt Csehországból, illetve Szlovákiából. A trolibuszjárműpark döntő többségét ezek a típusok teszik ki. Beszereztek még Škoda 21Tr-eket és egy Škoda 22Tr típusú alacsonypadlós trolibuszt is.
Az önkormányzati tulajdonú közlekedési cég korábbi vezetése sokak által vitatott módon saját járműépítésbe kezdett: egy használtan vásárolt alacsonypadlós Volvo elővárosi autóbuszt trolibusszá alakítottak át. A kísérlet sikerességét bizonyítja, hogy azóta hat darab Mercedes-Benz Citaro és négy darab Škoda 21Ab autóbuszt alakítottak villamosüzeművé.
A városban összesen 5 villamos-, 7 trolibusz- és 45 autóbuszvonalon lehet közlekedni. Szeged így egyike az öt magyar városnak, amely villamosvonalat üzemeltet (a másik három: Budapest, Debrecen, Hódmezővásárhely és Miskolc), illetve Szegeden kívül csak Budapesten és Debrecenben ülhetünk trolira.

### Helyközi és távolsági közlekedés
A távolsági és helyközi közlekedést Szegeden és környékén a MÁV Személyszállítási Zrt. végzi. A város távolsági közlekedése jónak mondható. Közvetlen autóbusz-járatok kötik össze a várost a megye és a Dél-Alföld számos településével, továbbá Szolnokkal, Mezőtúrral, Debrecennel, Berettyóújfaluval, Egerrel, Gyöngyössel, Miskolccal, Mezőkövesddel, Szekszárddal, Bonyháddal, Péccsel, Kaposvárral, Siófokkal, Keszthellyel, Zalaegerszeggel, Nagykanizsával, Győrrel, Dunaújvárossal, Székesfehérvárral, Kisbérrel és Veszprémmel. A város 1965-ben átadott helyközi autóbusz-pályaudvara Rókus városrészben, a Mars téren található, azonban várhatóan a 2020-as évek végére a Nagyállomás mellé költözik.

#### Közúti közlekedés
Szeged az M5-ös autópálya – egyben az E75-ös út –, az M43-as autópálya, az 5-ös, a 43-as, 47-es és az 55-ös főutak találkozópontja. Ezeken kívül mellékutak és egyéb alacsonyabb besorolású útszakaszok érnek be a városba, illetve indulnak ki onnan: Csongráddal és Sándorfalvával a 4519-es, Röszke központjával a 4301-es, Kübekházával a 4302-es, Gyálaréttel a 43 103-as, Ülléssel és Bordánnyal az 5408-as, Zsombóval és Kiskunmajsával az 5405-ös, Szatymazzal pedig az 5424-es és az 5425-ös utak kötik össze Szegedet; érinti a város területét a 4413-as út is. A város elkerülését szolgálja az elsősorban a kereskedelmi és tranzitforgalom számára létesített, 2011-ben forgalomba helyezett 502-es főút; elkerülő, közúti elérést rövidítő szerepe van az 5-ös főutat Kiskundorozsma belterületével észak felől összekötő 5428-as útnak is.
A városban három közúti híd található a Tiszán: az M43-as autópályán a Móra Ferenc híd, a városközpontban a Belvárosi híd, a 43-as főúton a Bertalan híd. 2013. december 2-ig közlekedett Tápénál a Tiszán egy komp is, ami leállításáig a Maroslelével, illetve a Szegedhez tartozó Tápairéttel közúti kapcsolatot biztosító 4412-es út forgalmát szolgálta ki. Mindkettő a Tisza–Maros-delta túloldalán, a Tisza bal oldalán, illetve a Maros jobb oldalán található; a komp megszűnése óta a faluba, illetve a külterületre kijutni Szegedről csak az M43-as autópályán lehetséges.

#### Vasúti közlekedés
A város központi pályaudvara Szeged vasútállomás, ide érkezik be a legtöbb vonat. A város négy kisebb állomása Szeged-Rókus, Kiskundorozsma, Újszeged és Szőreg. A Tisza két oldalán lévő vasútállomásokat egykoron a szegedi vasúti Tisza-híd kötötte össze, amelyet a második világháborúban felrobbantottak és azóta sem építettek újjá. A város és Budapest között Napfény InterCity néven óránként közlekednek hibridvonatok.
Jelenleg az alábbi vonalak végállomása Szeged:
- 135-ös számú Szeged-Hódmezővásárhely–Orosháza–Békéscsaba vasútvonal,
- 136-os számú Szeged–Röszke–Horgos–Szabadka vasútvonal,
- 140-es számú Szeged-Kiskunfélegyháza–Kecskemét–Cegléd vasútvonal,
- 121-es számú Újszeged–Makó–Mezőhegyes
- ezenkívül a Fehér-tavi halgazdaságnak is van egy üzemi célú kisvasútja.

Egykor ide futott be a
- Szeged–Temesvár(–Orsova)-vasútvonal,
- a Szeged–Karlova(–Nagybecskerek)-vasútvonal
- és a Szegedi Kisvasút két vonala is, amelyeken mára megszűnt a forgalom.

## Strandok, fürdők
- Anna Gyógy-, Termál- és Élményfürdő: a Magyar Fürdőszövetség által minősített négycsillagos gyógyfürdő. Az Anna-kút vizét 1927-ben vezették be a Városi Gőzfürdőbe. majd 1938-ban nyerte el a gyógyvíz rangot. 2004-ben újították fel. A Fizio- és Balneoterápiás Központ a 944 m mélyről feljutó 58 fokos ún. Anna-gyógyvizet használja a kezelések alkalmával, mely alkáli-hidrogén-karbonátos ún. lágy hévíz. Ivókúraként és fürdőkúraként egyaránt alkalmazzák.
- Napfényfürdő Aquapolis
- Lapos Beach Szabadstrand
- Tiszaszigeti szabadstrand
- Partfürdő
- Szegedi Ligetfürdő
- Sziksósfürdő

## Gazdaság
Hazánk élelmiszeriparának egyik központja. Szegeden és környékén fűszerpaprikát termesztenek és dolgoznak fel. Nemzetközi hírnévre tett szert a szalámigyártás a Pick Szalámigyárnál. Szegeden működik a tejiparral foglalkozó Sole-Mizo Zrt. A környéken (Algyőn) kőolaj- és földgázkitermelés folyik. A rendszerváltás után a város gazdasági szerepe jelentősen visszaesett, sorra szűntek meg nagy múltú üzemei, így például a kábelgyár, a téglagyár, a textilgyár, a kendergyár és a konzervgyár.

### A szegedi paprikáról
Szeged élelmiszeriparának egyik ágazata a nagy hagyományokra visszatekintő szegedi fűszerpaprika, mert termesztéséhez hazánkban leginkább a Dél-Magyarország éghajlata, és a Tisza-Maros torkolatvidékének humuszos talaja kedvez. Gazdasági szempontból a paprika az 1890-es években tört az élre Szeged gazdasági életében. A korábban mellékesen termelt fűszerpaprika jelentősége a XIX század közepétől fokozatosan nőtt. Főterményként ültették már a földeken. Gőzmalmok létesültek, termesztő csoportok alakultak, felvásárló cégek jelentek meg és a feldolgozás is sokrétű iparággá alakult. Kialakult a paprikatermelők, kikészítők, malmosok rendje. Ugrásszerűen gyarapodott a Szeged környéki termőterületek száma ezzel párhuzamosan. Az első világháború előtti utolsó békeévben például már – minőségtől függően – 400–800 korona tiszta jövedelmet hozott egy hold paprika. Kialakult a feldolgozás technológiai szabálya is. Rájöttek, hogy a fűszerpaprikának a titka nem csupán a jó minőségű termőföld, hanem a leszedés utáni szárítás folyamata is jelentősen befolyásolja a minőséget, ugyanis a paprikában lévő színt adó kapszantin tartalom a fűszerpaprika beérésétől, és leszedésétől számított hat héten keresztül zajló aszalás során megkétszereződik. A szárítás nyomán e mellett megnövekszik a paprika természetes növényi só tartalma, a különböző szerves enzimek a többféle nemes olaj tartalommal együtt, és nem elhanyagolható benne a sokat emlegetett C-vitamin is, amely együttesen biztosítják a szegedi fűszerpaprika ízét, aromájának erejét, illatát, színét. Az iparág jelentőségét mutatja, hogy 1920-ban az akkori állam gazdasági minisztériuma a paprika minőségének ellenőrzésére bevizsgáló intézetet állított fel. 1934-ben magát a termelést szabályozta rendeletekkel, amikor az ős szegedi paprika termelő földeket, a kalocsaiakkal együtt zárt kertekké nyilvánította. Megszabta termőföld nagyságát, és a rajta termelhető paprika mennyiségét is. Ez rangot adott a szegedi fűszerpaprika termelésnek külföldön és idehaza egyaránt. 1936-ban pedig az értékesítést is szabályozta a kijelölt szövetkezeti felvásárlással. Az őrölt paprika felvásárlását, értékesítését, sőt export értékesítését is erre a rendszerre súlypontozta az állam (Hangya Szövetkezet). 1942-ben felépült az új szegedi paprika feldolgozó üzem, előtte 18 magánkézben lévő paprikamalomban őrölték a termést. Az államosítást követően megalakuló szegedi paprika vállalat volt szinte a kevés szektorok egyike, amelyben meghagyták a maszek. a saját apróbb földeken működő kistermelői ágat a nagy TSZ földek mellett, még a nehéz ötvenes években is, egy szigorú követelményeket ellenőrző, terményt átvevő belső részleggel együtt. A paprika termelés, a szegedi paprika ma is az egyik legismertebb és legkelendőbb termékeket adja a fogyasztók számára, miközben sok-sok munkahelyet, megélhetést biztosít a helyiek és környékbeliek számára. A szegedi édes-nemes, a csípős, és a rózsapaprikák a szegedi különlegességek egyike, a szegedi halászlé, a papucs, halbicska, a szalámi stb. mellett.

### Legnagyobb munkáltatók[137]
200–299 fő közötti létszámot foglalkoztató egységek:
- Contitech Rubber Industrial Kft.
- Démász Primavill Kft.
- Flóratom Mezőgazdasági Kft.
- Hansa-Kontakt Kereskedelmi Kft.
- Szegedi Paprika Zrt.

300–499 fő közötti létszámot foglalkoztató egységek:
- Coop Szeged Kereskedelmi Zrt.
- EPAM Systems Kft.
- Feketesas Pharma Kereskedelmi Kft.
- GDF Suez Energia Zrt.
- IKV Ingatlankezelő Zrt.
- Lombard Pénzügyi Zrt.
- Nagyfa-Alföld Mezőgazdasági Kft.
- Szegedi Vízmű Zrt.
- SZINT Kft.

500–999 fő közötti létszámot foglalkoztató egységek:
- EDF Démász Kft.
- Suli-Host Vendéglátó Kft.
- Szegedi Közlekedési Kft.
- Szegedi Szefo Fonalfeldolgozó Zrt.

1000–1999 fő közötti létszámot foglalkoztató egységek:
- Szegána Kft.
- Sole-Mizo Tejtermékeketgyártó Kft.
- Volánbusz szegedi kirendeltsége

2000–4999 fő közötti létszámot foglalkoztató egységek:
- Pick Szeged Szalámi- és húsipari Zrt.

5000 fő fölötti létszámot foglalkoztató egység:
- Szegedi Tudományegyetem

### Munkanélküliség
| Munkanélküliségi ráta 2000–2024 között | Munkanélküliségi ráta 2000–2024 között | Munkanélküliségi ráta 2000–2024 között |
| -------------------------------------- | -------------------------------------- | -------------------------------------- |
| 2000                                   | 4992                                   | 4,85%                                  |
| 2001                                   | 4846                                   | 4,66%                                  |
| 2002                                   | 4698                                   | 4,37%                                  |
| 2003                                   | 4816                                   | 4,47%                                  |
| 2004                                   | 4982                                   | 4,65%                                  |
| 2005                                   | 5476                                   | 5,11%                                  |
| 2006                                   | 4589                                   | 4,26%                                  |
| 2007                                   | 4815                                   | 4,43%                                  |
| 2008                                   | 4984                                   | 4,57%                                  |
| 2009                                   | 5607                                   | 5,56%                                  |
| 2010                                   | 6487                                   | 5,85%                                  |
| 2011                                   | 6546                                   | 5,93%                                  |
| 2012                                   | 6895                                   | 6,30%                                  |
| 2013                                   | 6585                                   | 6,10%                                  |
| 2014                                   | 5183                                   | 4,50%                                  |
| 2015                                   | 5076                                   | 4,42%                                  |
| 2016                                   | 3985                                   | 3,48%                                  |
| 2017                                   | 3327                                   | 2,94%                                  |
| 2018                                   | 2766                                   | 2,47%                                  |
| 2019                                   | 2567                                   | 2,32%                                  |
| 2020                                   | 3134                                   | 2,91%                                  |
| 2021                                   | 2065                                   | 1,94%                                  |
| 2022                                   | 1655                                   | 1,58%                                  |
| 2023                                   | 1597                                   | 1,54%                                  |
| 2024                                   | 1621                                   | 1,54%                                  |

## Oktatás

### Felsőoktatási intézmények
- A Szegedi Tudományegyetem (elődjei: József Attila Tudományegyetem, Szent-Györgyi Albert Orvostudományi Egyetem, Juhász Gyula Tanárképző Főiskola, Szegedi Élelmiszeripari Főiskola) Magyarország egyik legnagyobb egyeteme. Az egyetem jogelődje az 1581-ben Báthory István által alapított kolozsvári jezsuita kollégium (1872-től Kolozsvári Tudományegyetem[139]), amely Trianont követően, 1921-ben Szegedre költözött. Az egyetemen 30 000 hallgató tanul 12 karon és 19 doktori iskolában, mindezt 2150 oktató munkája biztosítja.[140] A sanghaji Jiao Tong Egyetem által készített (Academic Ranking of World Universities – 2011Archiválva 2011. augusztus 24-i dátummal a Wayback Machine-ben, A világ egyetemeinek tudományos rangsorolása) listán a Szegedi Tudományegyetem holtversenyben az ország legjobb minősítésű egyeteme: a megosztott 301–400. helyezést érte el.
- A Gál Ferenc Egyetem[141] 1930-ban települt át Temesvárról. 1983-tól világi hallgatókat is képez, 1991 óta pedig fogadja a társintézmények hallgatóit is, és lehetőséget biztosít különböző tárgyakból (főleg társadalom- és neveléstudományi területén) való áthallgatásra.

### Gimnáziumok
- Deák Ferenc Gimnázium
- Dugonics András Piarista Gimnázium, Alapfokú Művészeti Iskola és Kollégium, honlapja
- Eötvös József Gimnázium Archiválva 2021. január 31-i dátummal a Wayback Machine-ben
- Forrás Felnőttoktatási Gimnázium
- Karolina Óvoda, Általános Iskola, Gimnázium, Alapfokú Művészeti Iskola és Kollégium
- Táltos Tehetséggondozó Általános Iskola, Gimnázium és Alapfokú Művészetoktatási Intézmény
- Radnóti Miklós Kísérleti Gimnázium és honlapja Archiválva 2008. január 13-i dátummal a Wayback Machine-ben
- SZTE Gyakorló Gimnázium és Általános Iskola
- Tömörkény István Gimnázium és Művészeti Szakközépiskola Archiválva 2016. november 5-i dátummal a Wayback Machine-ben
- Szabad Waldorf Általános Iskola és Gimnázium[142]

### Szakképző iskolák (szakgimnáziumok, szakközépiskolák)
- Fodor József Élelmiszeripari Szakközépiskola, Szakiskola és Kollégium Archiválva 2020. július 24-i dátummal a Wayback Machine-ben
- Kiss Ferenc Erdészeti Szakgimnázium
- School of Business Szeged Üzleti Szakképző Iskola
- Szent Benedek Többcélú Szakképző Intézmény Szegedi Tagintézménye
- Szegedi Rendészeti Szakközépiskola Archiválva 2021. február 28-i dátummal a Wayback Machine-ben
- Szegedi Szakképzési Centrum
- Szegedi Szakképzési Centrum Csonka János Szakgimnáziuma és Szakközépiskolája Archiválva 2021. április 21-i dátummal a Wayback Machine-ben
- Szegedi Szakképzési Centrum Déri Miksa Szakgimnáziuma és Szakközépiskolája
- Szegedi Szakképzési Centrum Gábor Dénes Szakgimnáziuma és Szakközépiskolája
- Szegedi Szakképzési Centrum Kossuth Zsuzsanna Szakképző Iskolája Archiválva 2017. február 28-i dátummal a Wayback Machine-ben
- Szegedi Szakképzési Centrum Kőrösy József Közgazdasági Szakgimnáziuma
- Szegedi Szakképzési Centrum Krúdy Gyula Kereskedelmi, Vendéglátóipari és Turisztikai Szakgimnáziuma és Szakközépiskolája
- Szegedi Szakképzési Centrum Móravárosi Szakgimnáziuma és Szakközépiskolája
- Szegedi Szakképzési Centrum Vasvári Pál Gazdasági és Informatikai Szakgimnáziuma
- Szegedi Szakképzési Centrum Vedres István Építőipari Szakgimnáziuma Archiválva 2021. május 16-i dátummal a Wayback Machine-ben
- SZTE Vántus István Gyakorló Zeneművészeti Szakközépiskola
- Táltos Tehetséggondozó Általános Iskola, Középiskola és Alapfokú Művészetoktatási Intézmény
- Premier Művészeti Szakgimnázium Szegedi Tagintézménye

### Általános iskolák
- Arany János Általános Iskola
- Táltos Tehetséggondozó Általános Iskola, Középiskola és Alapfokú Művészetoktatási Intézmény
- Tarjáni Kéttannyelvű Általános Iskola és Alapfokú Művészetoktatási Intézmény Archiválva 2021. május 25-i dátummal a Wayback Machine-ben
- Madách Imre Magyar-Angol Két Tanítási Nyelvű Általános Iskola Archiválva 2011. augusztus 29-i dátummal a Wayback Machine-ben
- Dózsa György Általános Iskola
- Béke Utcai Általános Iskola
- Zrínyi Ilona Általános Iskola Archiválva 2011. november 15-i dátummal a Wayback Machine-ben
- Rókusi Általános Iskola
- Szegedi Vörösmarty Mihály Általános Iskola
- Orczy István Általános Iskola
- Bonifert Domonkos Általános Iskola
- Tisza-parti Általános Iskola Archiválva 2010. október 19-i dátummal a Wayback Machine-ben
- Jerney János Általános Iskola Archiválva 2012. január 11-i dátummal a Wayback Machine-ben
- Fekete István Általános Iskola
- Rókusvárosi II. Sz. Általános Iskola és Alapfokú Művészetoktatási Intézmény Archiválva 2010. május 22-i dátummal a Wayback Machine-ben
- Tabán Általános Iskola és Alapfokú Művészetoktatási Intézmény Archiválva 2011. június 18-i dátummal a Wayback Machine-ben
- Petőfi Sándor Általános Iskola Archiválva 2012. április 13-i dátummal a Wayback Machine-ben
- Király-König Péter Zeneiskola, Alapfokú Művészetoktatási Intézmény
- Gedói Általános Iskola és Alapfokú Művészetoktatási Intézmény Archiválva 2010. július 9-i dátummal a Wayback Machine-ben
- Alsóvárosi Általános Iskola[halott link]
- Weöres Sándor Általános Iskola
- Gregor József Általános Iskola
- SZTE Gyakorló Gimnázium és Általános Iskola
- SZTE Juhász Gyula Gyakorló Általános Iskolája, Alapfokú Művészetoktatási Intézménye, Napközi Otthonos Óvodája
- SZKTT Közoktatási Intézménye Kossuth Lajos Iskola Archiválva 2011. december 16-i dátummal a Wayback Machine-ben
- Szabad Waldorf Általános Iskola és Gimnázium

## Turizmus
Kereskedelmi szálláshelyeken eltöltött vendégéjszakák tekintetében 251 ezer vendégéjszakával (2012) Magyarország 14. legnépszerűbb települése.
- Trianon-emlékmű országzászlóval az Árpád-téren
- A Klauzál tér Szeged egyik fő tere
- Víztorony a Szent István téren
- A Szent Miklós szerb ortodox templom
- A Fogadalmi Templom hátulnézetből
- A szegedi zsinagóga légi felvételen

### Látnivalók
- Víztorony (Szeged), Szent István tér
- Kálvin téri református templom
- Várkert és Huszár Mátyás Rakpart
- Szegedi Nemzeti Színház
- Móra Ferenc Múzeum
- A városközpont: Széchenyi tér és Dóm tér
- A belvárosi sétálóutcák: Kárász utca, Kölcsey utca, Klauzál tér és a Virág cukrászda
- Gogol utca és Hajnóczy utca és Gutenberg utca
- Zsinagóga
- Tisza Lajos körút
- Dugonics tér
- Fekete ház és Kelemen utca
- Vasalóház
- Oskola utca és Palánk
- Aradi vértanúk tere
- Fogadalmi templom (neoromán, 1913–1930) és a Dömötör-torony
- Somogyi Károly Városi és Megyei Könyvtár
- Püspöki palota (katolikus püspöki székhely)
- Alsóvárosi ferences templom és kolostor (gótikus, 15. század vége)
- Felsővárosi minorita templom (barokk, 18. század)
- Szerb ortodox templom (1773–1778.)
- Indóház tér és vasúti pályaudvar
- Dorozsmai szélmalom (ipari műemlék)
- Egyetemi Füvészkert[144]
- Szegedi Csillagvizsgáló[145]
- Szegedi Vadaspark
- Pick Szalámi és Szegedi Paprika Múzeum[146]
- Szent István-szobor[147]
- Belvárosi híd
- Bertalan híd

## Szegedi különlegességek
Szeged történelmében is kialakultak jellegzetes, Szegedhez köthető egyedi sajátosságok, amelyek kapcsán megismerte az akkori világ messze földön Szegedet, és a szegedieket, már az újságok, híradások, sőt a televíziózást megelőző századokban is.
Legkorábban a sószállítások révén bírt jelentőséggel a város, ami a 14-15. századtól fogva királyi rendelettel vám és adómentességet élvezett. Mátyás király pedig országos vásár megrendezésére adott engedélyt a város számára, amely az akkori kereskedelem egyik fő központjává tette Szegedet. Mindezek miatt a város jelentősége folyamatosan növekedett az évszázadok során. Eleinte lóvásárai, majd a halbő Tisza folyó révén a halkereskedelme is nevezetessé tette a várost. Idővel élénk szárított hal, dohány és gabonakereskedelme révén vált messzi vidékek kereskedői számára áhított piaci hellyé. Ipari fejlődését jól mutatja, hogy 1870-ben az összeírások idején 4767 iparos működött a városban. Halászok, malomiparosok, faragók, hajókészítők, fűrészelő- és zsindelyvágó iparosok, talicskakészítők, szappanfőzők, cserépégetők… stb.
Egyes iparágak mesterei révén néhány termék igazi szegedi különlegességnek számított. A mai korban már ezek a hagyományok kezdenek elhalványulni, holott sokáig ezek révén volt ismert az utolsó száz esztendőben Szeged.

### Szegedi papucs
A házi kisipar egyik jellegzetessége volt hosszú évszázadokon keresztül a piros pillangós, kopogós sarkú női papucs, vagy ahogy sokan hívták akkoriban a „szögedi papucs”, amely hosszú időn át a szegedi népviselet egyik fontos kelléke volt. Hagyomány szerint apáról fiúra szálló módon papucskészítő családok állították elő a terméket megannyi motívummal és díszítéssel, de azonos szerkezettel, tartós nagy igénybevételnek is ellenálló módon.
Az 1930-as évektől fogva elinduló turizmus ismét a termék felé fordította a figyelmet, és a már-már kihalóban lévő iparág időszakos felvirágzásához vezetett, amely inkább a díszes szuvenír készítését preferálta, a korábbi használatára irányuló minőségi elvárások háttérbe szorulásával. A helyi jellegzetes népviselet sok évszázados hagyományait mind kevesebben őrzik. Ebben a várost és iparosait egykor híressé tevő házi kisipari ágazatban egyre kevesebb mesterember működött; egyik utolsó képviselőjük, Rátkai Sándor népi iparművész 2011-ben hunyt el. A szegedi papucsot felvették a Csongrád Megyei Értéktárba, és mozgalom indult annak érdekében, hogy hivatalosan is hungarikumnak nyilvánítsák.

### A szegedi bicska, halbicska
Sok-sok esztendővel a svájci bicskák elterjedése előtt, Szeged már messze földön ismert volt bicskájáról. Tudni való, hogy hazánkban kétféle bicskatípus terjedt el. Az a fajta amelyiknek pengéje a nyelének hasítékába hajtható, s amelyik pengét nem feszít rugó, az a ún. bugylibicska, vagy más szóval kusztora. Ennek Gyöngyösön, Rimaszombatban támadtak főbb gyártó mesterei, még a 17. század idején.
A bicskák másik fajtáját a rugós zárszerkezetű bicskák alkotják, ahol a rugó a véletlen becsukódás ellen szolgált. Ez utóbbi igen nagy népszerűségnek örvendett már a 18. században is. Szeged városában működött ilyesmiket gyártó késes a legtöbb, és működésük során a lakatos- és puskaműves céhekkel közösen alkottak közös érdekképviseletet. A szegedi késesesek, és bicskagyártók 1835. február 10-én kaptak önálló céhalkotási engedélyt Ferenc császártól. Olyan híres késesek neve szerepelt az önálló szegedi céhalkotás alapító okiratán, mint Pulmon György, Jaksics József, Sziráki Mátyás, Steinek Péter, Müller János, Pauer Pál, Pulmon István, Steinek Alajos, Gartner Venczel, Náder Ignác. A leghíresebb talán a szegedi késesek közül Sziráky uram volt és a remek furmánya, az összecsukható, rugós szerkezetű zsebbe tehető halbicska (vagy szirákibicska), amely az 1860–1870-es években már keresett terméke volt a városnak. A késes műhelyt 1825 táján Sziráky Mátyás nyitotta meg, majd fia, Sziráky József (1832–1899) tette híressé, ő vitte tovább sikeresen a mesterséget. Egy napon tökélyre fejlesztette az összecsukható, az ugyan nem teljesen az ergonómiájáról híres, de halat formázó bicskát, amely Szeged iránti tiszteletből készült, a városra leginkább jellemző étekféleség alakját felidézve. A Sziráky féle halbicska bekerült az ország legnevezetesebb kézműipari remekei közé, s beválasztották, hogy nagy nemzetközi kiállításokon képviselje hazánkat. Tette ezt sikerrel, hiszen mind a párizsi, mind a brüsszeli világkiállításokon jól szerepelt, a mester különdíjat kapott érte, s nagy nemzetközi figyelem központjába került nemcsak a terméke, és a város, hanem általa hazánk is. Mikszáth novellája szerint képviselete volt Párizsban, Londonban, Amszterdamban és New Yorkban egyaránt. (Mikszáth: Milyen a magyar iparos, 1882.) Ekkortól mondható, hogy a bicska Szeged egyik világhírű terméke lett. Ez előtt, s ezzel párhuzamosan persze sok más szegedi késes család is elkészítette a maga bicskáját a nagy keresletre való tekintettel. Ismert volt az a hosszú, keskeny, finom nyelű náderbicska, amely Náder Ignác szegedi mester készítette bicskatípus, amelynek pengéje széles, de röviden lecsapott volt. De kedvelt volt még a juhászbicska is, amely a Náder-típusú bicska egyik fejlesztése volt, amelynek nyélvégében egy ún. „kacorpengét” is elhelyeztek. Ezt a pengét a juhászok a juhok körmölésénél használták. Volt idő amikor a szegedi bicska afféle státuszszimbólum volt a magyar ember számára, készült olcsóbb fémborítású, illetve simára csiszolt nemes faborítással, és drágább gyöngyház berakásos változatban. Az első világháború kapcsán azután a meginduló nagyarányú ipari változásoknak köszönhetően a bicskagyártás alapanyagait is a gyári előállítás termékévé egyszerűsítette a gazdaságosság, holott hagyományszerűen, az alkatrészek előállítása, és maga az összeállítás is a házi kisipar remeke volt hosszú időn át, sok családnak nyújtva ezzel biztos megélhetést akkoriban.
A híres szegedi bicskáknak volt irodalmi vonatkozása is. Emlegetik több Mikszáth novellában (aki szegedi újságíró is volt egykor), „szerepelt” Móricz Zsigmond regényében, a Légy jó, mindhalálig! címűben, és a Rózsa Sándorról készült kisregényében egyaránt, de Tömörkény István több novellájának is mellékszereplője, sőt külön írást szentel az író e nemes bicska történetének. S a híres szegedi csillagos bicska szerepelt Harsányi Zsolt Az üstökös című regényében is… stb.
Ma is találni szuvenírként gyártott halas-bicskákat, vagy más hasonló szegedi bicskákat, igaz a régi drágább gyöngyháznyél helyett, inkább „gyöngyház hatású celluloid” (műanyag) emlékeztet a régi idők, magas minőségi elvárással, és szakmai igényességgel készített szegedi bicskáira, amelyet több generáció használt, és büszkén örököltek meg nagyapáktól, édesapáktól.

### Szegedi halászok – a szegedi halászlé
Hosszú évszázadokon keresztül biztosított a Tisza bőséges megélhetést a város folyóvízi halászcsaládjai számára, akik tapasztalataikat hagyományszerűen örökítették apáról fiúra a halászat mesterségének mára már elsorvadó félben lévő tudományát. A halászhajókat, csónakokat többnyire maguk készítették, vagy speciális mesteremberekkel, amely hajók és csónakok jobb esetben ma leginkább a néprajzi múzeumok raktáraiban várnak felújításra, többségük elporladt és a múló századok homályába vész kinézetük, alakjuk, használatuk fortélyaival együtt. A tiszai halászat területeit már a 19. században, hagyományszerűen felosztották szakaszokra és bérlő vállalkozóknak adta ki a város a halászati jogok megfizetése mellett. Maguk a halászok mindig is szegény emberek révén többnyire részesedésre dolgoztak és a bérlő vállalkozóknak adták le jussukat. A szegedi halászok egészen Szolnokig dolgoztak XVIII-XIX. században is már és igen ritka nagy fogások, mázsás harcsák is fűződtek nevükhöz. Legendás hírű volt Antalffy György halászmester, régi halászcsalád sarja az 1930-as évek derekán például. Kialakultak hagyományosan nagy-hírű halász családok, akik rokonaikkal egy-egy Tisza-közeli parton halászcsárdát is üzemeltettek, s a terméküket frissen felhasználva messze földön híres ételeket készítettek, amiért érdemes volt akár órákat is szekerezni egykor. A szegedi, kissé csípős halászlé hagyomány szerint bográcsban készült, legalább négyféle folyami hal felhasználásával (többnyire ponty, harcsa, kecsege és csuka). Alapvetően 1876-ban jelent meg először nyomtatásban Szegeden a recept Dolecskó Terézia, asszonynevén Zsalasovits Józsefné (1821 – 1883. szeptember 30.), azaz Rézi néni szakácskönyvében, de tudni lehet hogy hagyományszerűen sok-sok esztendővel már korábban az egyes szegedi halászcsaládok más és más részletében tökéletesítették a szegedi halászlé elkészítésének módozatait, sokáig ezek a „titkos” finomítások tették érdekessé a hallé élvezetét azok számára, akik inkább csak az evés tudományára helyezték a hangsúlyt.

### A szegedi tarhonya
A szegedi gasztronómia különlegességéhez tartozott sokáig, a gyomrukat is szeretők körében. Ez persze nem azonos gyerekkorunkban a menzákon megszokott tésztagyári „söréttel”, hiszen az eredeti szegedi tarhonya házilag készített e tájegységre jellemző száraztésztafajta volt, amely barnapirosra pörkölt tarhonya nélkül finom marha, vagy birkapaprikás nem volt elképzelhető egykor. A paprikáshoz illő tarhonya, a levesbe való csigatészta, a lebbencsbe való metélt tészta, mind a régi hagyományos magyar, és szegedi tájegységre jellemző étek fontos alkotóeleme volt. Ma már a tésztagyárak ontják, a szabvány szerint gyártott hasonló termékeket, de aki egyszer is megízlelte az eredetit még, az mindig azt az ízt, és állagot keresi, amit Szegeden olyan remekül készítettek egykor, és készítenek ma is.

### A szegedi háziszappan
A szappanfőzés nagy hagyományokkal bíró gazdasági tevékenysége volt Szegednek. Szappangyártás számára kedvező adottság állt rendelkezésére, a város körül elterülő nagyobb kiterjedésű sziksós földterületek nagysága révén, mert a mosószerek egyik fő alkotóeleme sok évszázadon keresztül maga a sziksó volt. Egykor csak a háziipar állított elő szappanokat, mosószappanokat, amelyek keresett árucikkek közé tartozott. Az ipari szappangyártás, fokozatosan kiszorította a kisiparosokat erről a piacról is, és idővel csak a mosószappan gyártása volt egyes családi vállalkozások kiegészítő jövedelme, a kézműipar ezen ága lassan elsorvadt, holott évszázadokon át sokaknak biztosított megélhetést ez a szegedi különlegesség is.

### A szőregi rózsa
A különlegességek sorában tartozik, és egyes vélemények szerint a török hódoltság korától fogva jelen van a városban és környékén, mások szerint csak 1892-ben került az első termesztésre szánt rózsatő erre a vidékre. A Maros-szög, Szeged, ezen belül is Szőreg városrész környéke különösen kedvező talaj és éghajlati adottságokkal rendelkezik a virágok királynője, a rózsák termesztése terén. Több száz holdas rózsakertészetek működnek, és nagy szakértelemmel rózsatermesztő családok, virágkertészek nevelik, gondozzák lassan több mint évszázados hagyomány szerint az e tájon meghonosodott rózsafajtákat, egyes helyeken több mint 200 fajtát is megkülönböztetve. Talán a rózsatermesztés az egyetlen olyan mezőgazdasági ágazat, amelyet nem vert szét a téeszesítés, és annak későbbi megszűnéséből származó gazdasági hullámzás. 1967-ben alakította meg 34 helyi rózsatermesztő a Szőregi Virág-Dísznövény ÁFÉSZ magánszövetkezet, amely ma is töretlenül segíti a talaj előkészítés, fajtabiztosítás, piackutatás, közös értékesítési platformok kialakításával az együttes működés gazdaságosságát.
Ma Szeged – Szőreg és környéke biztosítja az ország rózsatő-termesztésének közel 98%-át, amelynek 90%-a külföldi értékesítést nyer, exportra megy. Évente kiállítások és szakmai találkozók nemesítik ezt az illatozó szépségű ágazatot. 2016-ban éppen a XVIII. Szőregi Rózsaünnep megrendezésére kerül sor.

## Sport
Szeged a dél-alföldi régió sportcentruma.
Lékó Péter a világ legjobb sakkozói közé tartozik. A 2010-ben elhunyt Savanya Norbert tízszeres búvárúszó világbajnok. A Pick Szeged kézilabdacsapata számos jelentős eredménnyel lepte meg már a szurkolókat, közöttük van a 2006/2007-es magyar bajnoki cím.
2008-ban LEN kupát nyert a Szeged-Beton Vízilabda Egyesület.
Szegeden nagy múltja van a kajak- és kenusportnak. A város melletti színvonalas evezőspályán, a Maty-éren található Gróf Széchenyi István Nemzetközi Kajak-kenu és Evezős Olimpiai Központban megtartott rangos sportesemények gyakran vonzzák a városba a sportrajongókat. 1998, 2006, 2011 és 2019 folyamán itt tartották például a Kajak-kenu világbajnokságot.
Szegedi Tudományegyetem Vívóklub (SZTEV)
2003 óta minden évben kiosztják a Szeged Sportolója és a Szeged Sportjáért díjakat.
Nemcsak hogy nagy múltra tekint vissza, de sok stílus irányzatot képviselő, jelentős mennyiségű küzdősport, illetve harcművészeti klubja is van Szegednek, ami komoly tömeget mozgat meg hétről-hétre.
Szeged élvonalbeli labdarúgócsapatai közé tartozott a Szegedi AK, Szegedi VSE, a Szegedi EAC, a Szegedi Honvéd SE, a Szegedi Dózsa és a Szeged LC. Manapság a város csapata a Szeged 2011, a SZEOL és a Szegedi VSE.
A város legsikeresebb tekecsapata a világ élvonalához tartozó Zengő Alföld Szegedi TE.

### Stadionok, sportpályák
| Stadion                    | Elhelyezkedés                          | Befogadóképesség | Hazai csapat                   | Nyitás éve | tömegközlekedés                                                                   |
| -------------------------- | -------------------------------------- | ---------------- | ------------------------------ | ---------- | --------------------------------------------------------------------------------- |
| Szent Gellért Fórum        | Szeged, Dorozsmai út 2, 6728           | 8136             | Szeged-Csanád Grosics Akadémia | 2019       | 1, 2 7F, 64, 67, 67Y, 71, 72, 72A, 75, 78, 78A, 79H, 90, 90F, 90H Helyközi buszok |
| Szegedi VSE Stadion        | Szeged, Kossuth Lajos sgrt. 74/C, 6724 | 5000             | Szegedi VSE                    | 1937       | 1, 2 7F, 64, 67, 67Y, 71, 72, 72A, 75, 78, 78A, 79H, 90, 90F, 90H Helyközi buszok |
| KÉSZ Aréna                 | Szeged, Budai Nagy Antal utca 76, 6753 | 1000             | FK 1899 Szeged St. Mihály SE   |            | 73, 73Y, 74, 74Y, 90F                                                             |
| Tápé sportpálya            | Szeged, Berettyó u. 21, 6753           |                  |                                |            | 73, 74                                                                            |
| Pick Aréna                 | Szeged, Felső Tisza-Part 1–3, 6723     | 8143             | Pick Szeged                    | 2021       | 73, 73Y, 74, 74Y, 90F                                                             |
| Tiszavirág Sportuszoda     | Szeged, Etelka sor 3, 6723             | 1169             | Szegedi VE                     | 2021       | 9, 19 90F                                                                         |
| Etelka sori Sportcsarnok   | Szeged, Etelka sor 2, 6723             |                  |                                |            | 9, 19 90F                                                                         |
| Városi Sportcsarnok        | Szeged, Temesvári krt. 33, 6771        |                  | Szedeák Pick Szeged (korábban) |            | 60, 60Y, 67, 67Y, 72, 72A, 84, 90 Helyközi buszok 5, 6                            |
| Városi Sportuszoda         | Szeged, Temesvári krt. 33, 6771        |                  |                                |            | 60, 60Y, 67, 67Y, 72, 72A, 84, 90 Helyközi buszok 5, 6                            |
| Kisstadion                 | Szeged, Derkovits fasor 1, 6726        |                  |                                |            | 60, 67 Helyközi buszok                                                            |
| Kiskundorozsmai Sportpálya | Szeged, 48-as utca, 6791               | 1000             | Kiskundorozsmai ESK            |            | 75, 36 Helyközi buszok                                                            |
| ÁCS GÉZA SPORTCSARNOK      | Szeged, Brassói u. 6791                |                  |                                |            | 7F, 67, 67Y Helyközi buszok                                                       |

## Média

### Televízió
- Szeged TV Archiválva 2009. szeptember 18-i dátummal a Wayback Machine-ben
- Tarjáni Kábeltévé Stúdió
- TiszapART TV
- Telin Televízió
- Egyetem TV

### Rádió
- Rádió 88 FM 95,4 Mhz
- All in Party Radio
- Hír FM, FM 100,2 MHz
- Retro Rádió, FM 94,9 MHz
- MR1 Kossuth Rádió, FM 90,3 MHz
- MR2 Petőfi Rádió, 104,6 MHz
- MR3 Bartók Rádió, 105,7 MHz
- Dankó Rádió, 93,1 MHz
- Rádió1 Szeged, 87,9 MHz

### Nyomtatott média
- Déli Szó
- Délmagyarország
- Szegedi Híradó
- Szegedi Napló
- Szegedi Tükör
- Szegedi Új Nemzedék
- Tiszatáj

### Online média
- Delmagyar.hu
- Szeged.hu
- Szegeder.hu
- SzegedMa
- Szeged365
- Webradio.hu

## Híres szegediek
- Agárdy Gábor (1922–2006) színművész
- Babits Mihály (1883–1941) költő, író. A Vitéz utca 16.-ban lakott (1906–1908).
- Boncz Géza (1944–2000) humorista
- Csikós Nagy Béla (1915–2005) közgazdász, akadémikus
- Dankó Pista (1858–1903) cigány származású magyar nótaszerző
- Dugonics András (1740–1818) az első magyar regény írója, a magyar matematikai nyelv megalkotója
- Dusev-Janics Natasa (1982–) olimpiai bajnok kajakozó
- Erdélyi Mihály (1895–1979) színész, színházigazgató, színpadi szerző, rendező és balettmester
- Gera Zoltán (1923–2014) színművész
- Gregor József (1940–2006) operaénekes
- Gulácsy Irén (1894–1945) írónő
- József Attila (1905–1937) költő
- Juhász Gyula (1883–1937) költő
- Kalmár László (1905–1976) matematikus
- Kassai Ilona (1928–) színésznő
- Klebelsberg Kuno (1875–1932) magyar jogász, országgyűlési képviselő, művelődéspolitikus, vallás- és közoktatásügyi miniszter
- Kristó Gyula (1939–2004) történész, akadémikus, egyetemi tanár, a magyar honfoglalás- és Árpád-kor kutatója
- Lang Györgyi (1957–2023) magyar énekesnő, műsorvezető, színésznő, a Pa-dö-dő együttes tagja
- Lékó Péter (1979–) sakknagymester
- Lőw Immánuel (1854-1944) zsidó hittudós, főrabbi, orientalista, művelődéstörténeti író
- Mentes József (1925–1996) Jászai Mari- és Aase-díjas magyar színész, érdemes művész, a Szegedi Nemzeti Színház örökös tagja.
- Mikszáth Kálmán (1847–1910) újságíró évekig Szegeden élt. Több novellája témáját innen merítette.
- Nagy Bandó András (1947–) humorista, előadóművész
- Móra Ferenc (1879–1934) író
- Matkovics Béla (1927–1998) orvos, biológus, egyetemi tanár
- Szabó Gabi (1969–) színésznő
- Szent-Györgyi Albert (1893–1986) Nobel-díjas biokémikus
- Tömörkény István (1866–1917) magyar író, múzeum- és könyvtárigazgató
- Tettamanti Béla (1884–1959) tanár

## Díszpolgárai
- Széchenyi István – 1833
- Kossuth Lajos – 1848, 1861
- Deák Ferenc – 1848, 1861
- Jókai Mór – 1893
- Apponyi Albert – 1923
- Kass János – 1994
- Kristó Gyula – 1998
- Gregor József – 2003
- Lékó Péter – 2005[162]
- Karikó Katalin – 2021

## Szeged az irodalomban
- Szeged az egyik leggyakoribb (az utcanevek vagy más jellegzetességek alapján sokszor nevesítés nélkül is felismerhető) helyszín Tömörkény István és Móra Ferenc írásaiban.
- Szeged a címadója és ihletője Móra Ferenc A szegény Szeged című publicisztikájának.
- Szeged az egyik leggyakoribb helyszín Temesi Ferenc regényeiben és kisebb írásaiban, különös tekintettel a Por c. szótárregényre; az író a várost rendszerint Porlód néven emlegeti.
- Szeged az egyik legfőbb helyszín a szegedi születésű Gabriel Reese Max[163] c. regényében.
- A 19. századi Szegeden játszódik Darvasi László Virágzabálók című, Rotary irodalmi díjas regénye
- Szeged a helyszíne Szilasi László A harmadik híd c. regényének, amelyért a szerző Mészöly Miklós díjat kapott.
- Az 1970-es évek közepén Szegeden játszódik Trenka Csaba Gábor Érinthetetlenek I-II. c. regénye.
- Bene Zoltán több művében kiemelkedő fontosságú Szeged: Az érdemes, nemes Rózsasándor kalandjai című betyárpikareszkje a városban és környékén játszódik, a török hódoltság idejének Szegedje a Farkascseresznye című regényének a helyszíne, a Hollók gyomra című regényében is központi szerepet kap. Az Áramszünetben pedig (Nagy Koppány Zsolt szavaival): „a szegedi azonosságtudatnak, a szegedi lokálpatriotizmusnak olyan gyönyörű megnyilvánulásaira bukkanhatunk, amilyenekkel ritkán találkozik az olvasó.”.

### A településen gyűjtött népdalok
| Cím                       | Gyűjtő          | Év         |
| ------------------------- | --------------- | ---------- |
| Kirje, kirje, kisdedecske | Bálint Sándor   | 1930       |
| Farkas Ilka bő szoknyája  | Bálint Sándor   |            |
| Általmennék én a Tiszán   | Kodály Zoltán   | 1905       |
| A part alatt              | Csaplár Benedek | 1870 körül |

## Nemzetközi kapcsolatok

### Testvérvárosok
- Nizza, Franciaország, 1969[164]
- Turku, Finnország, 1971[165]
- Cambridge, Egyesült Királyság, 1987[166]
- Odessza, Ukrajna, 1977[167]
- Parma, Olaszország, 1988[168]
- Lárnaka, Ciprus, 1994[169]
- Rahó, Ukrajna, 1939 és 1997[170]
- Darmstadt, Németország, 1990[171]
- Toledo, Egyesült Államok, 1990[172]
- Marosvásárhely, Románia, 1997[173]
- Temesvár, Románia, 1998[174]
- Vejnan, Kína, 1999[175]
- Kotor, Montenegró, 2001[176]
- Liège, Belgium, 2001[177]
- Póla, Horvátország, 2003[178]
- Szabadka, Szerbia, 1966 és 2004[179]
- Łódź, Lengyelország, 2004[180]
- Sanghaj, Kína, 2008[181]
- Jeruzsálem, Izrael[181]
- Rotterdam, Hollandia[181]